# 美濃部正
美濃部 正（みのべ ただし、1915年〈大正4年〉7月21日 - 1997年〈平成9年〉6月12日）は、日本の海軍軍人、航空自衛官。海兵64期。最終階級は海軍少佐、空将。旧姓は太田（おおた）。全軍特攻方針の軍上層部に抵抗し、特攻を拒否したとして紹介されることが多いが、特攻出撃を命じたことがあり、実態については異聞がある。

## 生涯

### 戦前
1915年7月21日、愛知県高岡村（現豊田市）で自作農の太田家に六人兄弟の次男として生まれる。父親の太田喜四郎は若くして、今の農業協同組合にあたる信用購買販売組合を立ち上げたり、消防団の創設に関わったりと地元の名士であったが、家業の養蚕の不振や、投機の失敗により多額の負債を抱えたのにもかかわらず、名士の活動に熱心で家業は妻に任せっきりにしており、美濃部が物心ついたときには生活に困窮していた。美濃部が小学2年生の夏、8歳になったときに、逢妻川でオオウナギを捕まえて、自宅に持ち帰ったところ、その日の夕食のおかずとなり、家族全員で蒲焼にして食べた。すると美濃部だけが食中毒となってしまい、下痢と高熱が1か月も続いて髪の毛も抜け落ちてしまった。医者からは腸チフスと診断され一時期は命にもかかわる重症となったが、どうにか全快した。しかし、このときの後遺症は終生美濃部を悩ませることとなり、学生時代は虚弱児に認定され、成人しても胃腸はずっと弱く太れない体質となり、体力増強が人生での最優先の課題となってしまった。
1928年4月に地元の新設校刈谷中学に入学、第一次世界大戦の青島の戦いで、青島要塞に設置されたドイツ軍要塞砲へのモーリス・ファルマン水上機による爆撃任務で活躍した父親を持つ同級生がおり、その同級生から父親の武勇伝を聞かされたことにより、パイロットへの憧れが強くなっていったが、腸チフスにより体力増強が必要だった美濃部は、担任の薦めもあり学業よりは柔道に精を出しており、成績は決してよくはなかった。そのため、パイロットになるためには海軍兵学校への入学が必要ながら、美濃部本人および父親にも担任からは合格は難しいという進路指導を受けていた。しかし、一足先に海軍兵学校に入学していた兄の太田守からの励ましもあり試験に合格して、1933年4月1日に海軍兵学校64期生として入学した。同期に川島立男（首席）、石田捨雄（後の海上幕僚長）らがいる。海軍兵学校でも虚弱体質の問題は解消されず、厳しい訓練についていくことができずに、3学期には2か月余りも病院に入院しての加療が必要となり単位不足となって留年も危ぶまれた。留年するぐらいであれば退学しようとも考えたが、どうにか進級できるとその後は徐々に体力もつき訓練や教練にもついていけるようになった。得意・不得意分野の差が大きく、成績は教官よりしばしば苦言を呈されるほど悪かった。1937年3月23日、同期生160名と卒業、少尉候補生となる。1937年11月5日、軽巡洋艦「由良」乗組。1938年3月10日、海軍少尉に任官。

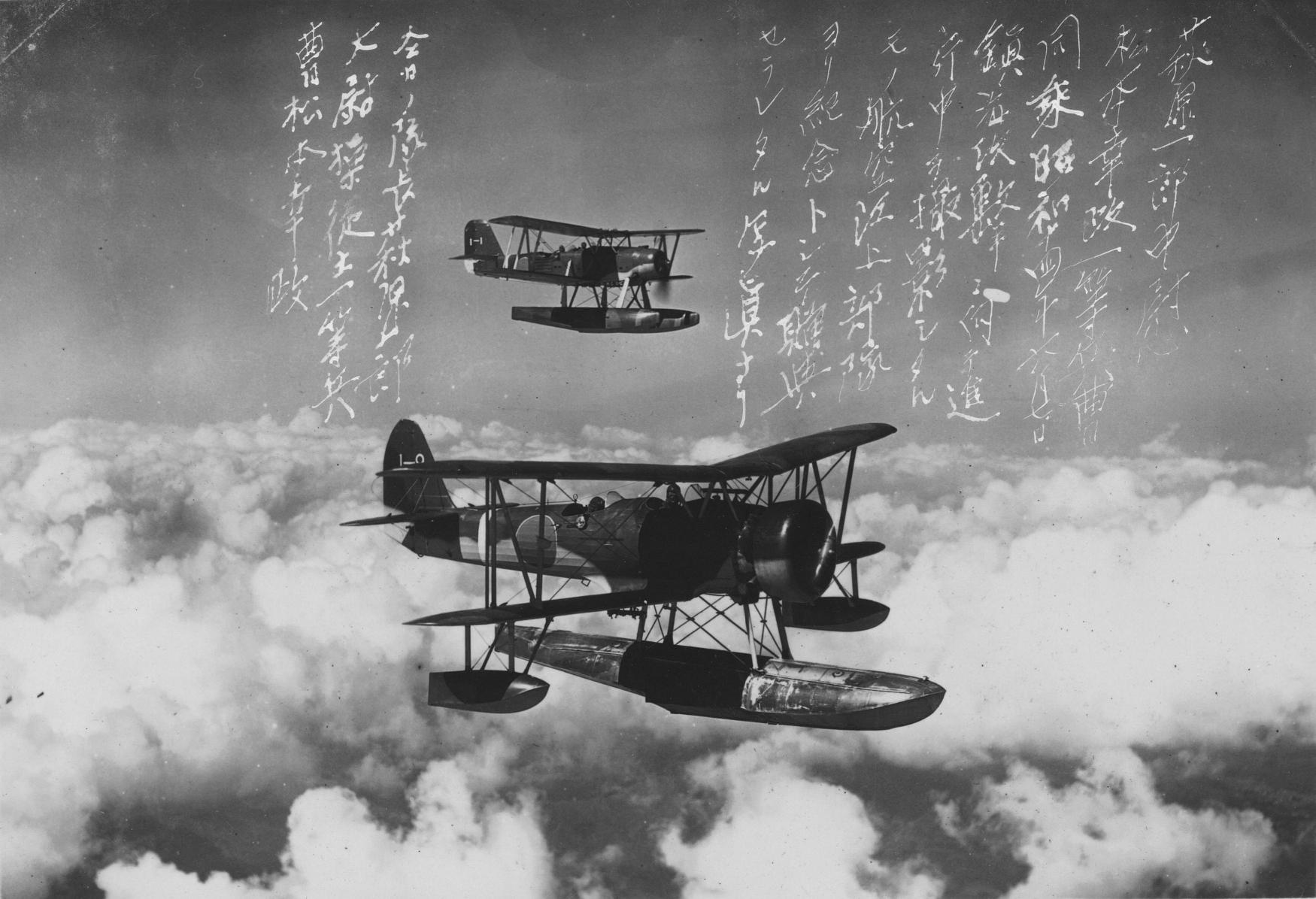
美濃部が搭乗した水上偵察機、手前が二座の九五式水上偵察機、奥が三座の九四式水上偵察機

1938年7月28日、第31期飛行学生を拝命し、1939年3月4日に卒業。三座の九四式水上偵察機の搭乗員となる。3月9日、館山空に着任。1939年8月10日、佐世保空に着任し、二座の九五式水上偵察機の操縦を学ぶ。11月1日、水上機母艦「千歳」乗組。1940年11月1日、軽巡洋艦「名取」の分隊長に着任し、援蒋ルートの拠点となっていた深圳港への攻撃任務に従事したが、ある日の任務中に中国軍の対空機銃により乗機が被弾したこともあり、うち1発は美濃部の飛行服の左ももを貫通していたが、幸運にも負傷はしなかった。1941年1月31日、タイ・フランス領インドシナ紛争の一時停戦協定が名取艦上で締結されることとなり、名取は仏印（ベトナム）沖に停泊していたが、美濃部は艦長の山澄貞次郎大佐より、中央からの特命として、仏印駐留のフランス軍航空基地の調査任務を命じられたという。美濃部はサイゴン日本領事館が手配したベトナム人運転手が運転するハイヤーでフランス軍のツーラン基地に乗り付けると、不敵にもハイヤーを出入り口に待たせ、堂々と基地の入り口から入って中を見て回ってから急いでハイヤーに乗り込んで逃走し、調査任務を成功させたと回想している。
1941年2月には馬祖島に構築された仮設の水上機基地に第5水雷戦隊の水上機部隊を率いて着任、主に福建省福州市に対する偵察と爆撃任務に従事した。この頃美濃部は、中国との戦争目的に対する不審の念と、戦いへの虚無感を抱きつつあり、日本が提唱する大東亜共栄圏を心中で批判し、中国を侵攻する日本軍を「山犬のごとき日本占領軍」と称していた。陸軍は1941年4月19日に福州上陸作戦を行うことになり、美濃部はその支援を命じられて、福州の砲台や中国軍守備隊の根城とされた集落を爆撃した。4月21日に陸軍が福州を攻略すると、次には深圳港への爆撃が命じられたが、美濃部機が目標上空に達すると、住民らがクモの子を散らすように逃げ惑う様子を見て「こんな所に4発ばかり爆撃して何の価値ありや。殺生の悲しみ、家財を焼かれた恨み増すばかり。この日爆撃中止、引き返す」と任務を放棄して帰還したという。しかし、美濃部らが集落を爆撃した福州においては、空襲により380人以上の市民の犠牲者が出ていた。
1941年9月10日、軽巡洋艦「阿武隈」乗組、分隊長に着任。1941年（昭和16年）11月、美濃部貞功の娘篤子と見合いによって結婚した。美濃部にとっては2回目の見合いであり、1回目は母親の伝手による見合いで婚約まで至ったが「飛行士だから」という理由で一方的に破棄されていた。美濃部家は会津藩下級武士の末裔で鎌倉に居を構えていたが、子供は篤子が長女の4人姉妹であったので、美濃部家の意向により婿養子となって、太田から美濃部姓となった。

### 太平洋戦争

#### 分隊長
1941年12月、太平洋戦争劈頭の真珠湾奇襲作戦に参加。真珠湾爆撃の写真を日本へ運ぶ。機動部隊本隊より先に本土に帰ってこれたので、12月21日から25日まで休暇をもらって、鎌倉の妻の実家で一家挙げての歓待を受けて凱旋の幸せを存分に味わった。年が明けて1942年となってからは呉で「阿武隈」を迎えたが、汽車で後を追ってきた篤子と1か月半遅れの新婚旅行を楽しんだ。1942年1月に美濃部を乗せて出航した「阿武隈」はビスマルク諸島攻略作戦の支援を行ったが、作戦従軍中の1月11日に同姓の戦死者と間違われ実家に美濃部の戦死公報が届けられて母親や篤子を驚かせている。1942年4月に一旦「阿武隈」が内地に帰還したため、美濃部は篤子を伴って実家に帰省して母親を安心させている。息つく暇もなくジャワ攻略作戦、インド洋作戦に参加、セイロン沖海戦では第一航空艦隊が英空母「ハーミス」を撃沈した時に、美濃部は九四式水上偵察機で10時間飛行し、沈没する「ハーミス」の写真を撮影している。
美濃部によれば、第一航空艦隊を去る際に艦上高速偵察機10機による側方警戒を進言したが無視されたという。しかし、当時供給可能な二式艦上偵察機（艦上高速偵察機、艦上攻撃機の試作機を改修したもの）は2機しか存在せず、また、これによる側面警戒も最初の作戦打ち合わせの段階ですでに計画されていた。

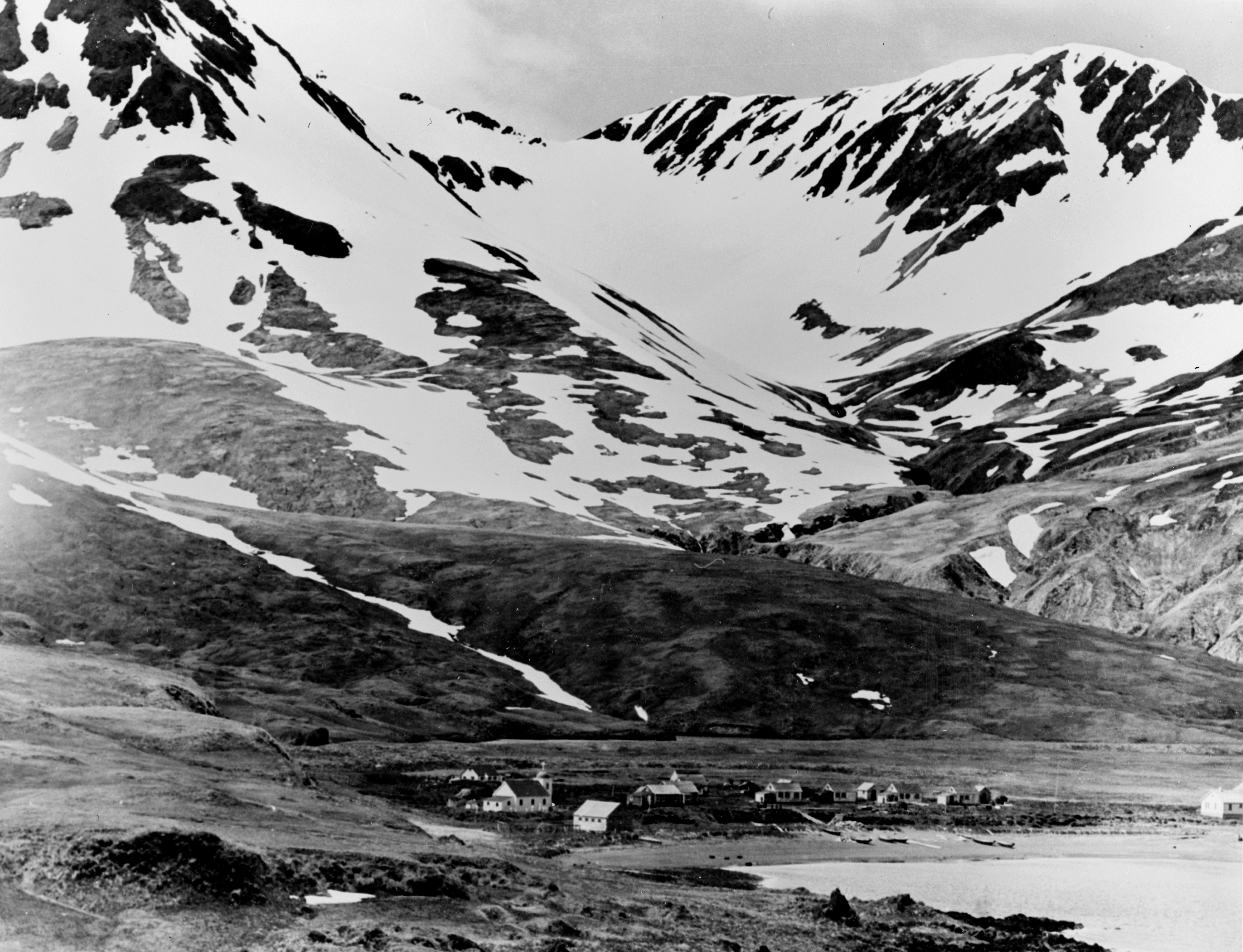
美濃部が陸軍兵士と上陸したアッツ島の「アッツ村」（1937年の写真）

1942年6月、AL作戦の日本軍によるアッツ島の占領作戦に参加。美濃部は陸軍部隊によるアッツ島上陸に先立った偵察任務を命じられたが、偵察飛行中にアメリカ軍兵士の姿や軍事施設を発見できなかったため、美濃部は水上機から降りると、数名の陸軍兵士とともにチャチャコブ港 に上陸した。当時のアッツ島にはアメリカ軍兵士は1名もおらず、気象観測員チャールズ・フォスター・ジョーンズと教師をしていた妻のエタ・ジョーンズのアメリカ人2名と、アレウト族の原住民42名が居住していたが、チャールズは日本軍の上陸を確認すると、慌てて自宅にある無線機で「Japs coming Japs coming」と打電したのを阿武隈が傍受している。美濃部によれば、兵士を連れてアンテナが立っているチャールズの家を訪ねると、出てきたエタが命乞いをしてきたので、美濃部は笑顔で心配は要らないと声をかけて、日本軍の情報を発信できないよう無線機の使用だけを禁じてジョーンズ邸を後にした。任務を終えた美濃部は、この後上陸した陸軍部隊が、罪のないジョーンズ夫妻やアレウト族の住民をどう扱うつもりなのか嫌な思いを抱えながらアッツ島を離れたという。
しかし、妻のエタの証言では、上陸してきた日本兵は小銃を撃ちながら前進し、アレウト族の住民数名が軽傷を負っている。やがてジョーンズ邸に近づくと、窓や壁に小銃を撃ち込んできたが、チャールズはそれに構わずアメリカ軍のダッチハーバー基地に日本軍上陸の打電を続けたのちに、日本兵がジョーンズ邸に達すると自分から家を出て投降している。その後日本兵はジョーンズ邸に踏み入り、指揮官が銃剣をエマに突き付けながら、「ここには何人いる？」と質問し、エマは「2人」と答えている。日本兵はこの日は一旦引き上げたが、翌早朝に再度ジョーンズ邸を訪れるとチャールズを連行し、その後チャールズは日本軍の尋問を受けたが、尋問の途中で死亡している。エタは日本軍からチャールズが尋問中に手首を切って自殺したと説明を受けたが、日本軍はチャールズをスパイと疑っており、拷問の上に殺害した可能性も指摘されている。エタも数日後に日本軍に連行され、アレウト族の住民と一緒にそのまま捕虜として横浜に移動させられ、終戦まで日本本土の捕虜収容所で拘束されることとなったが、アレウト族の住民は栄養失調や病気などにより16人が死亡している。
1942年7月20日、小松島空分隊長を拝命。基礎課程を終えた海軍飛行予科練習生に水上機の実戦運用についての訓練を施している。美濃部はこの小松島で結婚後殆ど一緒に生活する機会がなかった妻篤子と、ようやく落ち着いた家庭生活を営むことができた。この頃に連合艦隊司令長官山本五十六大将から、海軍士官に広く斬新な戦法や兵器についての意見募集があり、美濃部は、8機の彗星を搭載可能な大型潜水艦を50隻建造、1年間の訓練ののちに、アメリカ本土東海岸沖まで進出し、合計400機の艦載機でアメリカ本土の航空機生産工場を粉砕して、アメリカの航空機生産を中断させて戦局の打開をはかるべきとする斬新な意見を提出したが、採用されることはなかった。しかし、この美濃部の意見は図らずも、極秘裏に進められていた伊四百型潜水艦によるアメリカ本土やパナマ運河への攻撃計画と同じような内容であった。

#### 938空

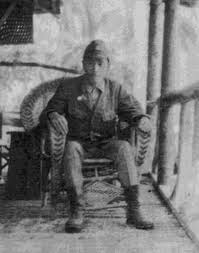
ショートランド諸島ブカ島での美濃部、第938航空隊飛行隊長時代

1943年10月20日、ソロモン諸島方面に展開する第938海軍航空隊の飛行隊長に着任。しかし、着任する予定であったショートランド島はすでにアメリカ軍に奪われて、航空隊はショートランド諸島のブカ島に撤退していた。ブカ島でも特に成果を上げることなく所属機は消耗してしまい、陸上でアメリカ軍の侵攻に備える日々が続いたが、まともな武器もなく、部下将兵に対して玉砕覚悟の悲壮な訓示を行っている。しかし、美濃部はマラリアに感染してしまい、部下を残して1944年1月にラバウルの野戦病院に収容された。マラリアは持病となり、この後も度々発症して美濃部を悩ませることになった。野戦病院では小松島で教えた少年航空兵と再会したが、その少年航空兵は激戦の中で精神を病んで戦闘ストレス反応を発症しており、野戦病院でも言うことをまったく聞かないと匙を投げられるほどの重症であった。しかし、美濃部を見ると「教官もおられたんですか」と話しかけてきて、美濃部が見舞い品の羊羹をすすめると、少年航空兵はにこにこして羊羹をほおばりながら「こいつらは私を気狂いというんですよ」「教官、退院できるようにしてください。水上機に250㎏爆弾と20㎜機銃4門をつけて銃爆撃にいきたい」と懇願してきた。この精神を病んだ少年兵に教えられた攻撃方法は美濃部に強烈な印象を与え、のちの芙蓉部隊に繋がる航空機による夜襲作戦のヒントとなった。
1月末、美濃部は退院すると、ブーゲンビル島東端のブインに赴き、所属機の零式水上偵察機1機にニュージョージア島のアメリカ軍飛行場への夜間爆撃を命じた。アメリカ軍は油断しきっており夜間爆撃は成功して、美濃部は人材豊富な水上機搭乗員を零戦に搭乗させて、アメリカ軍基地に夜襲をかけるべきという、戦闘ストレス反応を発症させた教え子からヒントを得た戦術に自信を深めた。美濃部はさっそく南東方面艦隊司令部に、美濃部の考案した戦術に基づき、水上機部隊である第983海軍航空隊に零戦の配備を上申したところ、成功経験に基づく上申であったので、司令長官草鹿任一中将名で水上機部隊に零戦を配備するという異例の発令がなされた。2月6日、204空に臨時編入され、第二十六航空戦隊司令官酒巻宗孝中将に夜襲戦闘機としての夜間訓練を申し出ると251空の夜間戦闘機隊との訓練を紹介された。2月17日、トラック島空襲により、美濃部の部隊に配備された零戦5機は全機が失われて計画は頓挫した。2日間に及ぶ猛攻で270機の航空機を撃破し、停泊していた41隻の艦船を沈めたアメリカ軍機動部隊の猛威は美濃部の心中に深く刻まれ、アメリカ軍機動部隊への対抗策を考えさせる大きな要因にもなった。酒巻中将の手配で、美濃部は航空機補充のため日本本土に帰国した。

#### 301空

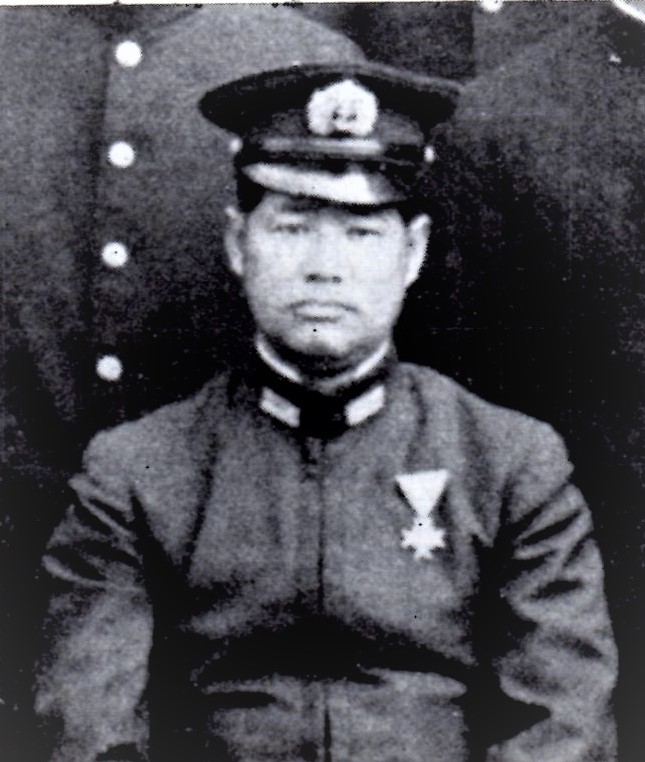
第301海軍航空隊司令八木勝利中佐、美濃部が育成した戦闘316飛行隊の運用方針で美濃部と対立し更迭した。マリアナ諸島で戦闘316を消耗したのち、残った戦闘601飛行隊で硫黄島でF6Fヘルキャット相手に敢闘、21機を撃墜を報じたのち壊滅し解隊となった

日本本土に帰国する頃には、美濃部はラバウルの野戦病院で病んだ少年兵から学んだ攻撃方法から「敵の戦闘機隊が十分な行動ができない未明に、まず零戦で敵空母甲板上の敵機を攻撃し、発艦前に打撃を与えて、最後に搭乗員諸共敵空母甲板上に特攻し、敵空母甲板上の艦載機を一掃する」という特攻作戦を考案しており、その実現のために尽力することとなる。（美濃部考案の特攻作戦の詳細は#考案参照）
1944年（昭和19年）2月、戦地から帰国した美濃部は軍令部に出頭、実兄で軍令部情報部に勤務していた太田守中佐に相談すると、軍紀違反になると忠告され、軍令部作戦第1課航空作戦部員源田実中佐に相談するように勧められた。零戦交付を掛け合うと源田は「水上機部隊に零戦は渡せるものか」と否定的なので、美濃部が「航空機の生産が低下し、しかも陸上機パイロットの激減により、もっぱら迎撃に終始し、進攻兵力がすくなくなった。しかし、水上パイロットは、なおも人材豊富である。その夜間技量と零戦を併用すれば、敵中深く侵入して攻撃が可能である」と進言すると、源田は判断が早く「特設飛行隊を編成せよ。NTF（南東方面艦隊）から外し22sf(第22航空戦隊)に編入する」と言い、その場で人事部、航空本部部員が呼ばれて決定された。
1944年2月25日、美濃部は301空戦闘316飛行隊長着任した。戦闘316飛行隊は零戦の新型機52型が優先的に配備され、美濃部の希望通り熟練水上機搭乗員多数が配属された。美濃部は気心知れた熟練水上機搭乗員の分隊長を通じて、自分の構想通りの猛訓練を行い、人生で一番の充実感を味わった。美濃部の考案した対敵機動部隊への特攻作戦の訓練に加えて、戦闘316が配属されていた第301海軍航空隊は、局地戦闘機雷電を主力とする対戦闘機の要撃任務が主であり、戦闘機部隊としての空中戦の訓練も行った。しかし、美濃部は訓練当初は、「水上機パイロット出身者は零戦で訓練すれば、空中戦もすぐに上達する」などと楽観的に考えていたが、実際には殆ど上達することはなかった。
第301海軍航空隊司令の八木勝利中佐は戦闘機搭乗員で、また上記の通り航空隊の本来の任務は防空戦闘であり、主力戦闘機の雷電の訓練に尽力しており、戦闘316の訓練は美濃部一任していた。訓練開始から3か月ほど経過してから、美濃部は八木に訓練の完了をしたが、八木からの「空戦はできるのか？」との確認に対して、美濃部は「視点が違う、そんなに短期間で空戦訓練ができるわけがない」と食って掛かり、さらに「戦闘機の任務は空中戦ばかりではありません。今のうちに第一線に出て訓練しないと意味がなくなります」などとまくし立てた。美濃部は自分の楽観的な見通しを改めて方針転換したものであったが、八木はなおも「雷電と零戦の共同訓練を実施したもらいたい」と美濃部に命じたが、八木が認識していなかった「あくまでも301空所属は便宜的なものであり、夜間攻撃隊の目標は空母です」と自分の考案した部隊運用を強く言い張る美濃部を見て、八木は元々の部隊の運用思考が違うと考えて美濃部を早々に解任した。戦闘316は搭乗機は新型の零戦52型ながら、八木の懸念通り対戦闘機空戦技術は殆どなく、先遣隊の18機があ号作戦のため、第一航空艦隊所属としてテニアン島に進出したが、1944年6月11日、サイパンの戦いの前のアメリカ軍機動部隊による空襲の迎撃戦闘を行い、稚拙な空戦技術により一方的に撃墜されて10機が未帰還となり、のちのマリアナ沖海戦における「マリアナの七面鳥撃ち(Great Marianas Turkey Shoot)」を彷彿させる惨敗を喫した。
この日にマリアナの日本軍基地に来襲したアメリカ軍艦載機は延べ1,100機にも達し、日本軍基地航空隊は満足に反撃もできずに、わずか1日で100機以上を失って壊滅状態に陥るなど一方的な戦闘となった。美濃部は戦後になって、自分が考案した敵機動部隊に対する独自の特攻戦術（美濃部考案の特攻作戦の詳細は#考案参照）を、あ号作戦で戦闘316で実施するべく訓練を重ねていたのに、その戦闘316に迎撃戦闘を行わせた八木と、自分の更迭人事を行った人事担当者のせいで、それを実施できなかったことがあ号作戦惨敗の一因になったなどと主張しているが、当初から、美濃部ら日本軍が考案した、基地航空隊によるアメリカ軍機動部隊撃滅という作戦自体が実現困難な作戦であったことが、この日の戦闘で明らかとなった。
美濃部が考案していた作戦というのは、毎日零戦18機を半径600km360°で哨戒飛行させ、敵機動部隊を発見したら36機の零戦を夜間出撃させて、艦載機発艦直前の敵空母を襲撃し、甲板上の艦載機を銃撃したのち、最後は特攻するというものであったが、そもそも、美濃部が夜襲部隊を構想する遥か前から、日本軍の航空作戦は夜間に集中するようになっており、アメリカ太平洋艦隊司令長官チェスター・ニミッツ元帥は1943年12月の時点で「南太平洋および中部太平洋における日本軍の攻撃航空活動の90%以上が夜間に行われた。」と報告している。そのため、アメリカ軍は夜間戦闘能力の強化に注力しており、アメリカ海兵隊は1942年11月16日にチェリー・ポイント海兵隊航空基地で、アメリカ海軍は1943年4月1日にクォンセットポイントで夜間戦闘機部隊を就役させ、1943年5月8日にはセントシモンズ島海軍レーダー訓練学校を開校していた。マリアナへの侵攻作戦時点では各空母に夜間戦闘機が配置されており、日本軍は航空機による夜襲を何度も行ったが、全て撃退されている。中でも空母「エンタープライズ」配属の夜間戦闘機隊VF(N)-103はマリアナ作戦中に一夜で3機の日本軍機を撃墜する活躍を見せており、同作戦で日本軍の夜間攻撃でのアメリカ軍艦船の損害は殆どなかった。従って、美濃部の夜襲特攻作戦の実現性は乏しかった。

#### 302空
5月25日、第302海軍航空隊第2飛行隊長（夜間戦闘機月光で編成）に着任。美濃部はマラリアのぶり返しで40度の高熱を出して寝込み、海軍の除隊まで考えていたが、司令の小園安名大佐から励まされて翻意した。月光隊にはラバウルで小園の下で活躍した遠藤幸男大尉が分隊長として所属していたので、B-29邀撃任務の指揮は遠藤に任せて、美濃部は夜襲部隊の編制に注力した。
1944年7月4日に硫黄島と父島を襲撃したアメリカ軍機動部隊に対して、夜襲戦術を始めて活かす機会に恵まれ、美濃部は、7月5日未明に索敵に月光6機、攻撃隊として月光1機と零戦2機の3機小隊6個の合計18機（含む偵察機で24機）を出撃させた。しかし、本来はB-29の邀撃のための訓練をしてきた302空の月光にとって、60㎏爆弾を2発搭載したうえで、速度が速い零戦を伴って夜間の洋上を進攻するのは大変な負担であった。結局、アメリカ軍機動部隊とは接触できずに、月光1機、零戦4機を損失したが、攻撃隊が向かっていたときにはすでにアメリカ軍機動部隊は父島近辺から離脱しており、初めから敵を発見できる可能性は皆無の出撃であった。唯一称えられるのは、出動命令とはいえ、不慣れで困難な任務に立ち向かった搭乗員の精神力だけという結果に終わってしまった。この攻撃と同時期に、実質的に月光隊を指揮してきた遠藤は、3機の月光を率いて本来の任務であるB-29迎撃のために大村航空基地に派遣されており、この攻撃には出撃していなかった。8月20日に北九州に来襲したB-29を迎撃した遠藤は、撃墜確実2機、不確実1機、撃破2機の戦果を挙げる活躍を見せて軍内にその名を轟かせている。この攻撃失敗直後に美濃部が在任わずか2か月弱で第302海軍航空隊第2飛行隊長から更迭されてしまった。
この夜襲失敗と美濃部更迭後、第302海軍航空隊は防空戦闘に専念した。遠藤は戦果を重ねてB-29を16機撃墜撃破し、「B-29撃墜王」と呼ばれて国民的英雄になるなど活躍し、他にも、赤松貞明中尉や森岡寛大尉など多くのエース・パイロットを擁して、終戦まで関東の防空戦闘で活躍している。

#### 153空

##### 爆撃機迎撃に苦戦

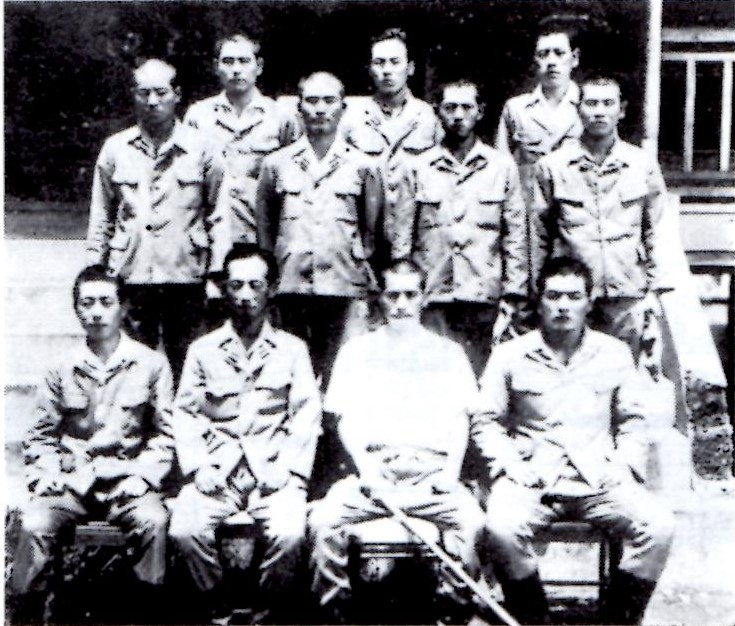
1944年10月下旬、マニラ・ニコラスフィールド基地での戦闘901飛行隊集合写真、前列でステッキを持っているのが美濃部

1944年7月10日、第一航空艦隊第一五三海軍航空隊戦闘901飛行隊長に就任。美濃部は第一航空艦隊の司令部のあるダバオに出頭し、かつて美濃部の海軍兵学校時代の教官であった第一航空艦隊主席参謀の猪口力平中佐と面談したが、敵が目前まで迫っているにもかかわらずその緊張感のなさと、対空警戒能力、哨戒能力への関心の低さに呆れている。8月、美濃部によれば、戦闘901飛行隊に零戦5機と月光7機が補充され、アメリカ軍機動部隊への夜襲を目指して夜間哨戒を強化したというが、猪口によれば、この頃の美濃部は、激化していたアメリカ軍のB-24による夜間爆撃に対する邀撃任務に熱心であり、猪口ら第1航空艦隊幕僚に「探照灯で敵を捕捉してさえくれれば、一撃のもとに撃墜してみせる」と強気な発言をし、その発言を実行するため、毎夜明け方まで自ら月光に搭乗して目標機となって、防空隊の探照灯訓練に協力していたという。しかし、美濃部の意気込みとは裏腹にレーダー設備のないダバオ基地では、夜間戦闘機を夜間は常時上空待機させ、敵爆撃機の予測進入路と離脱路に待ち構えさせておき、敵爆撃機が来襲したら探照灯の支援によって発見して攻撃するといった対応しかできなかったので、戦果は挙がらなかった。美濃部自身も、戦後にこの頃の夜間爆撃対策をお粗末であったと振り返っている。
その後、B-24は大編隊を組んで昼間に堂々と来襲するようになり、1944年9月1日には55機のB-24が来襲した。昼間は戦力温存策をとっていた美濃部ら日本軍戦闘機隊は迎撃を自重していたので、B-24は海軍の高角砲で2機を撃墜されながらも、悠々と爆弾を投下してゆき、日本軍は3機の航空機が地上で撃破され、そのうちの2機が戦闘901の月光だった。
一方的に地上で月光を撃破されて激昂した美濃部は、第153空司令の高橋農夫吉大佐に、夜間戦闘機隊である戦闘901での昼間出撃を申し出て、翌9月2日には三号爆弾を搭載した月光4機、零戦2機を出撃させた。しかし、美濃部が命じた夜間戦闘機隊の昼間出撃は全くの裏目に出て、B-24の護衛についていたP-38の20機が上空より夜間戦闘機隊に襲いかかった。奇襲を受けた月光と零戦は慌てて三号爆弾を投棄すると、B-24の迎撃を諦めて離脱しようとしたが、零戦1機がたちまち撃墜され、月光1機も被弾して不時着水して機体と操縦士が失われた。そんななかで、中川義正一飛曹が操縦する月光は、雲のなかに突入して一旦P-38の追撃をかわすと、空襲を終えて帰還しようとしていたP-38の1機を捉えてこれを撃墜した。中川の個人的な活躍はあったが戦闘としては惨敗であり、全く敵戦闘機の護衛を想定していなかった美濃部は「これは大変なことになった」と考えて、自分から申し出た夜間戦闘機による昼間出撃をたった1回の出撃で断念せざるを得なくなった。
殊勲の中川は、9月5日に夜間防空哨戒中に夜間爆撃に来襲したB-24を発見、搭載の斜銃で攻撃しようと接近したところ機銃が故障していたので、体当たり（対空特攻）を決意し｢ワレ体当りをする覚悟あり｣と打電すると、B-24に体当りを敢行した。その打電を聞いた美濃部は｢死なせてはいかん｣と焦って｢何、体当りだ、それはいかん｣と電信員に向かって叫んだが、中川機の体当りを止めることはできなかった。幸運にも中川の月光は損傷しただけで無事帰還し、体当たりされたB-24はバランスを崩して高度を下げていったので撃墜と認定された。美濃部は損傷した月光で無事着陸した中川と泣きながら握手をし、その殊勲を称賛したが、この対空特攻がのちの特別攻撃隊編成の機運を盛り上げることになったと猪口は回想している。この撃墜と認定されたB-24「ミス・リバティ号」は、甚大な損傷で油圧系統のパイプが切断されながらも、ローランド・T・フィッシャー中尉の巧みな操縦で最寄りのオウィ島に不時着したが、全損で廃棄となった。中川の決死の活躍はあったものの、月光夜間戦闘機隊の本来の任務である敵爆撃機迎撃任務で思うような戦果を上げることが出来ない美濃部は、戦闘901を｢新戦術｣と称して従来の夜間の空戦任務から、夜間の機動部隊等への銃爆撃や偵察任務といった夜襲による進攻的戦法にシフトしていくこととした。
9月9日には、進攻的戦法を実践すべくアメリカ軍機動部隊への夜襲を計画し、稼働全機となる月光9機、零戦2機をレイテ島のタクロバン飛行場に集結を命じている。美濃部もダバオ第2飛行場からタクロバンに向かう予定であったが、出撃前にアメリカ軍艦載機の空襲を受けて、油断していた戦闘901は、ダバオに配備されていた月光3機と零戦1機が全機被弾し、うち1機が大破、2機が中破して出撃不能になってしまった。また美濃部は指揮下の作戦機を地上で撃破されてしまい、拘りを持って進めてきたアメリカ軍機動部隊への夜襲作戦を、自分の指揮下の航空隊が実施しながらまったく関与できなくなってしまった。
作戦は飛行隊長の美濃部不在でも決行されて、深夜に森国雄大尉を指揮官として三号爆弾を搭載した月光3機がフィリピン東方洋上に索敵攻撃に出撃している。この攻撃は、美濃部の遺稿によれば、森が率いる「レイテ島分遣隊」単独の作戦とされているが、実際には戦闘901の月光の稼働機全機が集結しての総力攻撃作戦であった。月光隊はアメリカ軍機動部隊に接触することなく2機が未帰還で指揮官森国雄大尉を含む4名が戦死、もう1機もF6Fヘルキャットの攻撃で偵察員が戦死し、操縦の陶三郎上飛曹が損傷した機体でどうにか10日の未明に生還するという一方的な惨敗を喫して失敗に終わっている。

##### ダバオ誤報事件

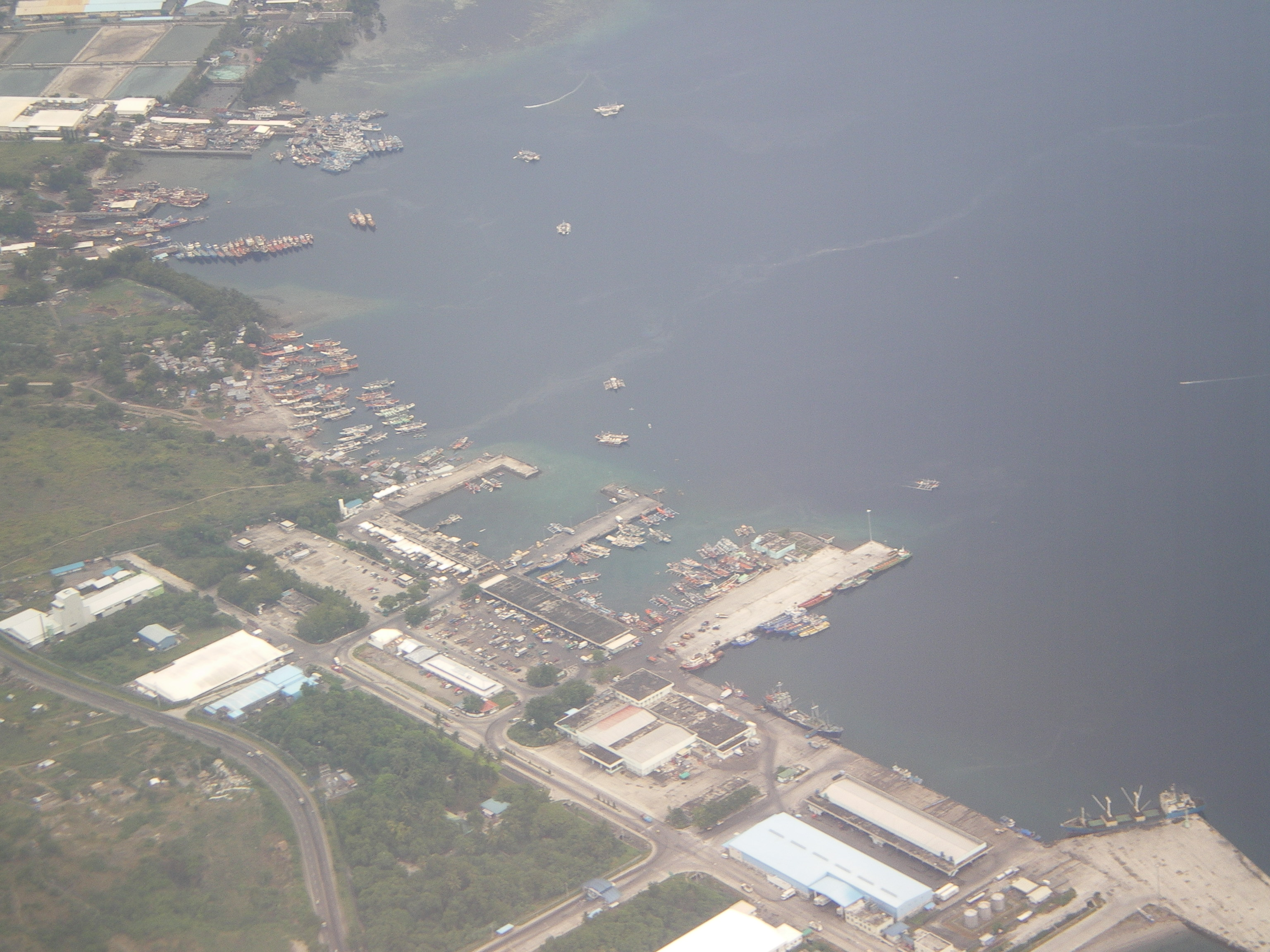
事件の舞台となったサランガニ湾のジェネラル・サントス港

1944年9月10日早朝4時に、ダバオの海岸の監視哨から「湾口に敵上陸用舟艇が見える」との報告が第一航空艦隊司令部にあった。にわかには信じがたい情報に第一航空艦隊司令部は夜明を待って偵察機を飛ばすことにしたが、夜明を待たずに敵発見の第一報をした第三十二特別根拠地隊から「敵上陸開始」「敵戦車15,000mまで接近」と具体的な続報が届き、第32特別根拠地隊司令部は機密書類焼却や戦闘準備を始めたので、第一航空艦隊司令部も浮き足立って、同じように機密書類を焼却すると美濃部がいたダバオ第2飛行場に撤退してしまった。さらに司令長官の寺岡謹平中将は猪口ら参謀をダバオ第2飛行場に残すと、自らは第32特別根拠地隊司令部が撤退したミンタルまで一部の司令部要員と撤退している。10日夕方になって、敵上陸はまったくの誤報であることがわかり、のちに海軍最大の不祥事のひとつとして、平家の大軍が、水鳥の羽音を、源氏軍の襲来と誤認して逃げ散った「富士川の戦い」の故事に因んで「ダバオ水鳥事件」ともよばれることになった 。
美濃部はこの日の早朝から、ダバオ第2飛行場で9月9日のアメリカ軍艦載機による空襲の跡片付けをしており、第一航空艦隊司令部からの撤退命令があったとき偶然にもダバオ湾が一望できる山腹中央の指揮所にいたが、敵の上陸を目にしていなかったので撤退命令を不審に思い、自ら運転してダバオの司令部に向かった。途中で撤退してきた第一航空艦隊の車列と鉢合わせになったので、運転してきた車で進路を遮って停車させ、寺岡に「長官、ダバオ第2飛行場に水陸両用戦車近接中と言われますが、湾内に船1隻見えません」と進言した。そこに猪口が「サマール島の陰になっていよう」と口を挟んできたので、美濃部はダバオ第1飛行場に残されていた1機の零戦で自分が偵察飛行をすることを提案し、寺岡らに第2ダバオ基地で自分が偵察飛行してくる間待機しておくよう進言、美濃部はその後にダバオ第1飛行場まで行くと16時30分に自らの操縦で零戦を飛ばして偵察を行い、アメリカ軍上陸は誤報であったことを確認のうえ報告したと主張している。
しかし、美濃部と口論したとされている猪口と、第一航空艦隊司令部付で寺岡の副官であった門司親徳海軍主計少佐には移動中に美濃部に引き止められたなどとする記憶はない。また猪口は、敵上陸の情報を疑っていたため、司令部撤退前に、航空機の操縦ができる操縦士あがりの小田原俊彦参謀長と松浦参謀に残っていた零戦で偵察を要請していたが、ダバオ第2飛行場に撤退したところで、両参謀と独自判断で偵察飛行した201空副長玉井浅一中佐から誤報であったとの報告を受けて「敵上陸の報告は全部取り消し」と全部隊に打電したとのことで、美濃部の名前は登場しない。
一方で美濃部は、寺岡らと別れた後にダバオ第1飛行場に向かい、そこにいた玉井に零戦の貸与を要請したが、セブ島まで撤退する玉井が使用するので貸与できないと拒絶され、他の零戦を工面するのに1時間かかったなどと回想している。また、戦後に特攻隊員の慰霊のため仏門に入った玉井が1964年に物故したのち、戦後50年経過した1995年（平成7年）に記述した遺稿では、玉井が偵察に出たという証言を「作りごと」などと激しく批判している。
この不祥事件については、後日その調査のために軍令部参謀の奥宮正武中佐らが査察にダバオを来訪している。美濃部の遺稿によれば、このとき美濃部は奥宮から事情聴取を受けたと主張しているが、奥宮には美濃部と面談したという記憶はない。奥宮は第一航空艦隊司令部に事情聴取を行っているが、司令長官の寺岡や参謀の猪口らは、ばつが悪かったのか多くを語らなかったという。しかし誤報を報告した玉井からは、「一発の砲声も聞こえなかった。敵機の姿もなかった。そこで、不審に思って、残っていた零戦を操縦して、サランガニ湾の内外を見たが、敵影はなかった。その結果、誤報であることが判明した」と詳細な状況説明があり、奥宮は明快な説明という感想を抱いた。そののちに「陸・海軍を合わせて、大ぜいの参謀がいるのだから、誰か高いところに上がって、状況を確かめればよかった。机の上の作戦とはそんなものだよ。」との嘆きも聞かされたと振り返っている。

##### 戦闘901飛行隊壊滅

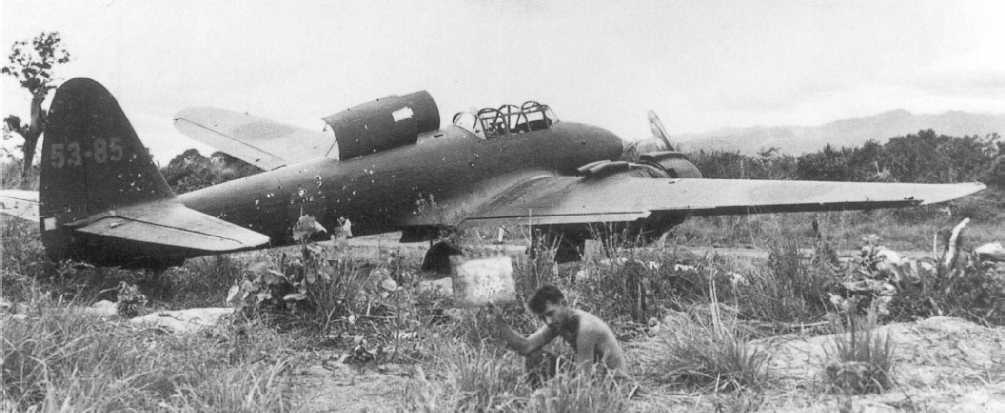
クラーク基地に放置されアメリカ軍に鹵獲された第153海軍航空隊の月光、戦闘901飛行隊の所属機かは不明

9月21日には、アメリカ軍機動部隊の艦載機がマニラを襲撃してきた。ニコルス基地にいた美濃部は、他の指揮官たちが油断して敵機と気が付かない中、唯一気が付いて基地に警告を発したとのことであるが、美濃部率いる戦闘901の戦闘機隊も退避も迎撃もすることはできず、アメリカ軍艦載機に攻撃されるがままとなった。また美濃部は、空襲を終えて引き上げていく艦載機を見て、反撃の絶好の戦機であるのに、直ぐに反撃に転じない日本軍にもどかしさを感じたというが、美濃部も月光隊を反撃に出撃させたのは半日以上後の翌日の薄暮であった。一旦は見失っていた敵機動部隊であったが、出撃した月光隊が捕捉に成功し、前回の出撃でF6Fヘルキャットの攻撃から辛くも生還した陶の月光が250㎏爆弾1発の命中を報告したが、月光1機が撃墜され、零戦1機も未帰還となり、アメリカ軍がレイテ島に侵攻してくる1ヶ月も前にもかかわらず、この日をもって目に見える戦果もなく戦闘901は壊滅状態に陥った（アメリカ軍側の記録では、1944年9月21日に該当する艦船の被害なし）。
2か月間に14機という損失に加えて、搭乗員の損失が壊滅的であり、分隊長ら士官は全員戦死しパイロットも当初の1/3になるまで消耗してしまった。美濃部が思い立ち実践した夜間戦闘機月光によるアメリカ軍機動部隊への夜襲は、いずれも失敗に終わったのみでなく多大な損失を被っており、夜間迎撃任務以外で月光を用いることの不利を如実に表していたが、損失ばかりで戦果が挙がらないなかでも、美濃部は夜間戦闘機による夜襲隊の構想を諦めることなく、海軍省功績調査部に「今次数度の戦闘において丙戦（主に夜間戦闘機のこと）訓練と用法により新しき戦闘方策を樹立せるを実証せり。即ち、敵空母に対し未明発艦前の敵飛行機を甲板上に破壊し、爾後わが昼間戦闘を有利にす」という戦闘日誌を提出している。
9月下旬に美濃部はニコルス飛行場にいたが、そこで、クラーク基地の指揮を執っていた第二十六航空戦隊司令官有馬正文中将より「美濃部君、君の主張する夜戦隊の夜襲計画は極めてよい」と声をかけられて、美濃部が構想していた夜襲部隊の編制についての支援を得られることとなり、美濃部は水上機搭乗員10名を連れクラーク基地で水上機から零戦への機種転換訓練を行うことになった。
10月10日、アメリカ軍機動部隊（第38任務部隊）が沖縄本島に攻撃を行ったことを受け、第二航空艦隊長官福留繁中将は索敵を命じ、11日正午に機動部隊を発見、敵情から12日に台湾が空襲されると予測されたため、作戦要領を発令し、主力のT攻撃部隊には「別令に依り黎明以後、沖縄方面に進出し台湾東方海面の敵に対し薄暮攻撃及び夜間攻撃を行う」と意図を明らかにし、台湾沖航空戦が始まった。12日、13日にT攻撃部隊は敵機動部隊に攻撃を行い、14日の総合戦果判定で大戦果を報告したため、敵は空母の大半を失ったと考えられた。しかし、報告された戦果の大部分は誤認であり、元来目標や戦果の確認が困難である夜間攻撃が原因の大半だった。正確な戦果確認がほぼ不可能な夜間攻撃では、過大な戦果報告となってしまうのは、戦果確認任務で飛行したソロモンで美濃部も痛感していたという意見もある。
14日、大戦果の報を受けた連合艦隊司令部は、徹底的に戦果拡充する好機と判断し、第5（第一航空艦隊）、第6（第二航空艦隊）各基地航空部隊に索敵と追撃を命じた。10月15日、第二十六航空戦隊司令官有馬正文少将は第1航空艦隊の総力を挙げて、ルソン島東方海上に現れた敵機動部隊を攻撃することとし、第1次攻撃隊には零戦25機（うち250㎏爆弾を搭載した爆戦6機）、第2次攻撃隊として一式陸上攻撃機13機、零戦16機を出撃させ、有馬自身も「指揮官にはおれが行く」といって一式陸攻の一番機に搭乗して出撃した。有馬は美濃部の意見に同調し、美濃部に夜襲部隊編成と訓練を命じていたが、この日の出撃は白昼となり、アメリカ軍機動部隊の150㎞前方でレーダーで発見されて、艦載戦闘機の迎撃で一式陸攻隊は全滅し、有馬は敵艦隊に達することなく戦死した。クラーク基地からの全力出撃で、水上機搭乗員の訓練をしている美濃部に対しても「武人は死ぬべきときに死なぬと恥を残す。もう訓練しているときではないよ」有馬と出撃を促したが、美濃部は所属部隊である153空の許可を得るためとしてマニラに向かっている間に有馬は美濃部を待つことなく出撃していた。美濃部は、有馬をのちの芙蓉部隊誕生の恩人としているが、一緒に出撃することはなかった。この日に美濃部は少佐に昇進している。

##### PTボート対策に苦戦

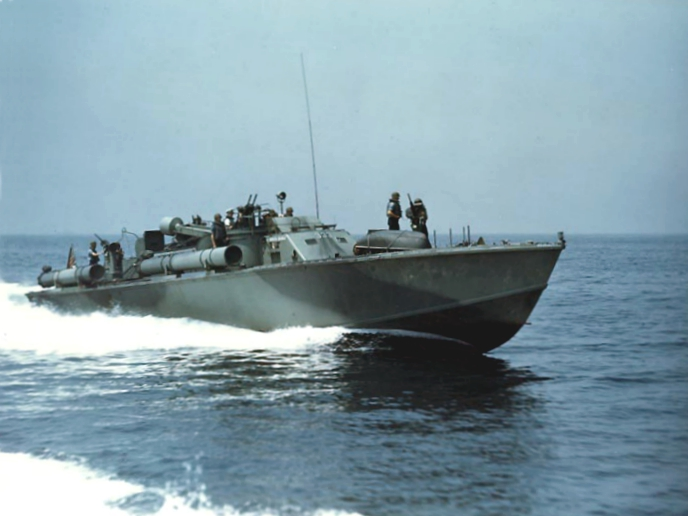
ソロモン諸島やフィリピン戦で猛威を振るったアメリカ海軍のPTボート、美濃部は1944年11月だけで6隻～7隻を撃沈したと主張しているが、該当するアメリカ海軍の損害記録はない。

10月20日にレイテ島にアメリカ軍が上陸を開始レイテ島の戦いが始まった。大本営は捷一号作戦を発動、連合艦隊がアメリカ軍上陸部隊を殲滅するためレイテ湾を目指し、第1航空艦隊司令長官大西瀧治郎中将は、関行男大尉を指揮官とする神風特別攻撃隊を編成してアメリカ軍艦隊を迎え撃った。また、陸軍航空隊の富永恭次中将率いる第4航空軍もアメリカ軍輸送艦隊への攻撃や、連合艦隊突入支援のため三式戦闘機「飛燕」で制空戦闘を行い、両軍の間で太平洋戦争最大規模の海空戦となるレイテ沖海戦が展開されたが、アメリカ軍上陸の1ヶ月前に壊滅し、残機が零戦わずか4機となっていた戦闘901は戦闘に参加することはなく、美濃部は完全に蚊帳の外であった。
関率いる神風特別攻撃隊は、連日の出撃でもアメリカ軍艦隊に接敵することができなかったが、5回目の出撃となった10月25日にアメリカ軍艦隊の攻撃に成功し、護衛空母撃沈を含む大きな戦果を挙げた。その夜、第一航空艦隊の航空隊指揮官がストッツェンベルグの第七六一海軍航空隊士官室に集められて、大西から第一航空艦隊と第二航空艦隊を統合して連合基地航空隊が編成されたことや、本日、神風特別攻撃隊が体当たりを敢行したことの説明があり、「自分は、日本が勝つ道はこれ以外にないと信ずるので、今後も特攻隊を続ける。このことに批判は許さない。反対するものはたたき斬る」と強い口調で申し渡している。
美濃部によれば、この会議ではアメリカ軍のPTボート対策についても協議したとしており、その会議の席で大西は「陸海軍はレイテ島侵攻の米軍に対し、陸軍玉兵団25,000人をレイテ島に逆上陸させ、敵を撃滅させる」などと話したのち、その支障となるPTボート対策について、参加した指揮官らに意見を求めたとしている。誰も発言しないなかで、他の先任の指揮官たちに遠慮して発言を控えていた美濃部が「やります。敵の懐セブ島に進出します。オルモック湾までわずか60キロ。昼間は飛行機をジャングルに隠し、夜間に出撃します」と自分の部隊に任せてほしいと発言すると、大西から「うむ、よし。魚雷艇は153空に任す、634空の水爆隊も協力せよ」とPTボート対策を、江村日雄少佐率いる第六三四海軍航空隊の水上機瑞雲と共に任されたなどと美濃部は主張している。
しかし、玉兵団がレイテに派遣されることが決定したのは、この会議の2日後の10月27日であり、25日時点では陸軍内でも確定してはおらず、この時点で海軍の大西がこのような確定的な話をするのは不可能であり、正式には10月31日に及川古志郎軍令部総長が昭和天皇に玉兵団をレイテ島に輸送する「第二次多号作戦」について奏上し、同日8時に、玉兵団を乗せた第二次輸送部隊はマニラを出港している。また、この日の会議に同席していた大西の副官の門司によれば、大西の「たたき斬る」発言ののちは、その場にいた30人～40人指揮官らで声を発するものはおらず、なかでも歴戦の戦闘機指揮官の第203海軍航空隊の飛行長で特攻反対派の岡嶋清熊少佐のように、見るからに反駁している顔つきの者もいて、門司は不安を抱いたというが、PTボート対策の会議をしたという記憶はなく、主席参謀の猪口によれば、25日の夜に大西と福留が第一航空艦隊と第二航空艦隊の統合について3度目の協議を行って、福留がようやく了承したとのことで、このような部隊指揮官を含めた大規模な会議が開催されたという記憶がない。
このように、美濃部がPTボート対策を開始した経緯ははっきりとはしないが、1944年10月末、戦闘901は残存稼働機全機（4機）をもってセブ島の基地に進出した。11月1日よりPTボート狩りを開始したが、日中はジャングルに零戦を隠し、夜になってアメリカ軍機が引き揚げていくのを待って出撃した。美濃部は自ら零戦に乗り込むと、西沢、那須、山本の少年飛行兵3人を連れてPTボートを追い求めた。PTボートは夜間に高速航行するので、航跡でヤコウチュウの光が帯となり上空からは容易く発見でき、またガソリンエンジンで発火しやすいため、エンジンを狙って機銃を撃ちこめば簡単に炎上・爆発するなどと美濃部は考え、PTボート狩りに出撃する少年飛行兵3人に「思い切って肉薄せよ、一撃でよい。」と低空飛行でPTボートに肉薄し弱点であるエンジンに銃撃せよと命じている。美濃部の指示通りPTボートを攻撃した零戦隊は、11月1日～7日のわずか1週間の間で6隻の撃沈を報告した。この間、零戦には全く損失がなかったうえ、この損害によりアメリカ軍PTボートは鳴りを潜め、日本軍の夜間の損害は激減したと美濃部は主張し、この成功体験が夜襲部隊構想に対する自信に繋がり、のちの芙蓉部隊編成のきっかけともなったなどと回想している。
この時の美濃部の戦果の主張は出典により相違しており、他の出典においてはたった2日で7隻を撃沈し、オルモック湾からアメリカ軍のPTボートを一掃したなどというものもある。しかし、アメリカ軍側の記録では、10月26日にPT-132、27日にPT-523がいずれも急降下爆撃による被弾で損傷し、13人が戦死、オーストラリア軍従軍記者を含む多数が負傷するという損失を被った後、美濃部らがアメリカ軍PTボート攻撃を開始した1944年11月の戦闘損失は、11月5日に日本軍機の水平爆撃によりPT-320の1隻が全損したのみである。美濃部の主張とおり、戦闘901の零戦は爆装をしておらず、この戦果は他航空隊の戦果であり、美濃部の主張する戦闘901の戦果はアメリカ軍の記録では確認できないため、当時の日本軍で横行していた過大戦果報告であった。
また、PTボートは航空機の機銃掃射で簡単に炎上・爆発するなどと美濃部は考えていたが、これは美濃部の誤認であり、航空機の機銃掃射で撃沈されたアメリカ軍PTボートは、1942年4月9日にフィリピンセブ島近海で、特設水上機母艦讃岐丸から発進した零式水上観測機4機に集中攻撃を受けて撃沈されたPT-34の1隻にすぎなかった。航跡により容易く発見できたとする主張も、1943年のソロモン諸島の戦いの時点でアメリカ軍はその対策を講じており、PT109が8月1日にソロモン諸島のニュージョージア島の西で日本海軍の輸送妨害任務に夜間出撃した際、艇長のジョン・F・ケネディ中尉は、航跡が光らないように3つあるエンジンのうち1つだけでの航行を命じているなど徹底されていた。
アメリカ軍PTボートを一掃したなどという主張も全くの事実相違であり、戦闘901がPTボートの攻撃を開始した11月になってからもPTボートの勢いは全く衰えず。11月19日から20日にかけての夜には、フランク・H・オルトン中尉率いるPT-495、PT-491、PT-489は、オルモック湾とカモテス諸島で日本軍の艀5隻を襲撃、4隻を撃沈もしくは爆破炎上させ、1隻を損傷させた。さらにPTボート3隻は暴れまわり、小型帆船2隻と艀1隻を撃沈し、この夜にオルモック湾を航行していた日本軍船舶を一掃して掃海に成功している。日本軍も航空機で反撃し、爆撃機が飛来して爆弾を投下、PT-495への至近弾となりアメリカ軍水兵1人が戦死17人が負傷しているが、この戦果も爆弾によるものであり戦闘901の戦果ではない。PTボートの跳梁に手を焼いた日本軍は特攻機や特攻艇でもPTボートを攻撃したが、PTボートの勢いが衰えることはなく、フィリピン戦において、主要任務の日本軍補給路の寸断や兵員の海上移動の阻止のための、大発動艇や他小型船への攻撃で、1945年3月までに大発動艇などを200隻以上撃沈して海上輸送を困難にさせたうえに、攻撃してきた日本軍機を逆に6機撃墜し、魚雷攻撃によって駆逐艦清霜と卯月を撃沈するなど暴れまわり、他にも特攻艇の破壊やゲリラ支援任務などでも活躍し日本軍を苦しめて、アメリカ軍の勝利に大いに貢献している。

##### 戦力再編成のため内地に帰還
美濃部率いる戦闘901飛行隊がPTボート相手に苦闘しているとき、レイテ島に上陸したアメリカ軍は、確保したばかりのタクロバン飛行場の整備に手間取っており十分な航空支援をできていなかった。そこを陸軍航空隊の富永恭次中将率いる第4航空軍が、タクロバンに展開していたアメリカ第5空軍を相手に連日航空基地を夜襲し、一夜で作戦機100機以上を地上で撃破したり、第345爆撃航空群の航空機41機を撃破し、爆撃機要員100名以上を戦死させるなど大戦果を挙げ、アメリカ軍の揚陸基地も連日夜襲して大量の物資や弾薬を爆砕して、上陸部隊の補給を困難としたり、飛行場近隣にあった総司令官ダグラス・マッカーサー元帥の司令部兼住居も何度も夜間爆撃して、マッカーサーを命の危機にさらすなど善戦していた。アメリカ軍も警戒を強化したが、第4航空軍の攻撃機は警戒するアメリカ軍を嘲笑うかのように、山稜ごしに熟練した操縦技術で低空で侵入し連合軍のレーダーを潜り抜けて、連日猛攻を行った。そのため、レイテ沖海戦で連合艦隊を打ち破ったトーマス・C・キンケイド中将が、「敵航空兵力は驚くほど早く立ち直っており、上陸拠点に対する航空攻撃は事実上歯止めがきかず、陸軍の命運を握る補給線を締め上げる危険がある。アメリカ陸軍航空隊の強力な影響力を確立するのが遅れれば、レイテ作戦全体が危機に瀕する」と考えて、この後に予定されていたルソン島上陸作戦については、「戦史上めったに類を見ない大惨事を招きかねません」と作戦の中止をマッカーサーに上申したほどであった。
これは後に美濃部が「芙蓉部隊」で理想とした夜襲戦術であり、先に第4航空軍が実現させることとなった。第4航空軍の活躍を見て海軍でも、アメリカ軍飛行場の夜襲を計画、11月中旬に第1航空艦隊がタクロバン飛行場に対して零戦による夜襲を行った。美濃部は第1航空艦隊司令部の戦いぶりに幻滅し、「なぜ夜間訓練をしてやらない」などという非難の気持ちを心に秘めて自らの戦闘901を夜襲部隊と標榜していたというが、この飛行場への夜襲は美濃部に命じられることはなく、戦艦武蔵の艦長として武蔵と運命を共にした猪口敏平中将の息子猪口智中尉が率いる戦闘第165に命じられた。出撃する搭乗員の1人は美濃部の教官時代の教え子であり、その搭乗員は美濃部に駆け寄ると「明日レイテ島タクロバンの銃撃特攻に出ます」と告げた。このときの美濃部にも飛行場夜襲の妙案は特になく「敵の機関銃はレーダー照準で待ち受けている。レイテ進入の山越えは木の葉をかすめるぐらい超低空でないと突入前にやられるぞ」などと、陸軍第4航空軍も行っているレーダー対策を言い聞かせたが、海軍としては慣れない敵基地への夜襲で、出撃12機のうち、指揮官猪口機を含む11機が未帰還となるなど失敗に終わった。
11月10日、大西が美濃部を司令部に呼び出した。美濃部によれば、このとき大西は、多号作戦で日本軍の輸送艦隊の脅威となっているコッソル水道のアメリカ軍飛行艇とPTボート基地への攻撃を命じたが、夜間戦闘機に基地攻撃は困難と渋った美濃部に、大西は基地への特攻を示唆したという。美濃部は「特攻以外の方法で長官の意図に副えるならば、その方がすぐれているわけです。私は、それに全力を尽くすべきと思います」「だいいち、特攻には指揮官は要りません、私は指揮官として自分の方法を持っています。私は部隊の兵の使い方は長官のご指示を受けません」と反論した。「今後俺の作戦指導に対する批判は許さん」「反対する者は叩き切る」と第一航空艦隊幹部に徹底していた大西であったが、この美濃部の反論に対して怒りを見せることもなく、「それだけの抱負と気概を持った指揮官であったか。よし、その特攻は中止して、すべて君に任せる」と意見を認めている。このやり取りののち、大西が「特攻はむごい。しかし、ほかに方法があるか」「若い者に頼るほかない。これは私の信念だ。特攻は続ける」と呟いたのを美濃部は聞いたという
。
1944年11月25日、大西中将は美濃部を司令部に呼び出すと「君の所の夜襲隊はよくやっている。至急内地に帰って夜襲隊を錬成し、来年1月15日までに（フィリピンに）再進出せよ」と命じた。美濃部は部下を残していくことに抵抗を感じたが、大西の「中央には夜襲隊の育成について配慮するように手配する」と有無を言わさない命令であったため、戦闘901飛行隊は、戦力の再編成のため内地の752空に編入されることとなり、美濃部はフィリピンを離れて12月1日に第三航空艦隊司令部のある木更津に帰還した。このときに置き去りにされた本部及び地上勤務者は、1945年1月6日ルソン島に上陸してきたアメリカ軍を、153空司令の和田鉄二郎大佐の指揮のもと山中のゲリラ戦で迎え撃ったが、終戦までに和田以下大多数が戦死している。

#### 芙蓉部隊

##### 天号作戦前

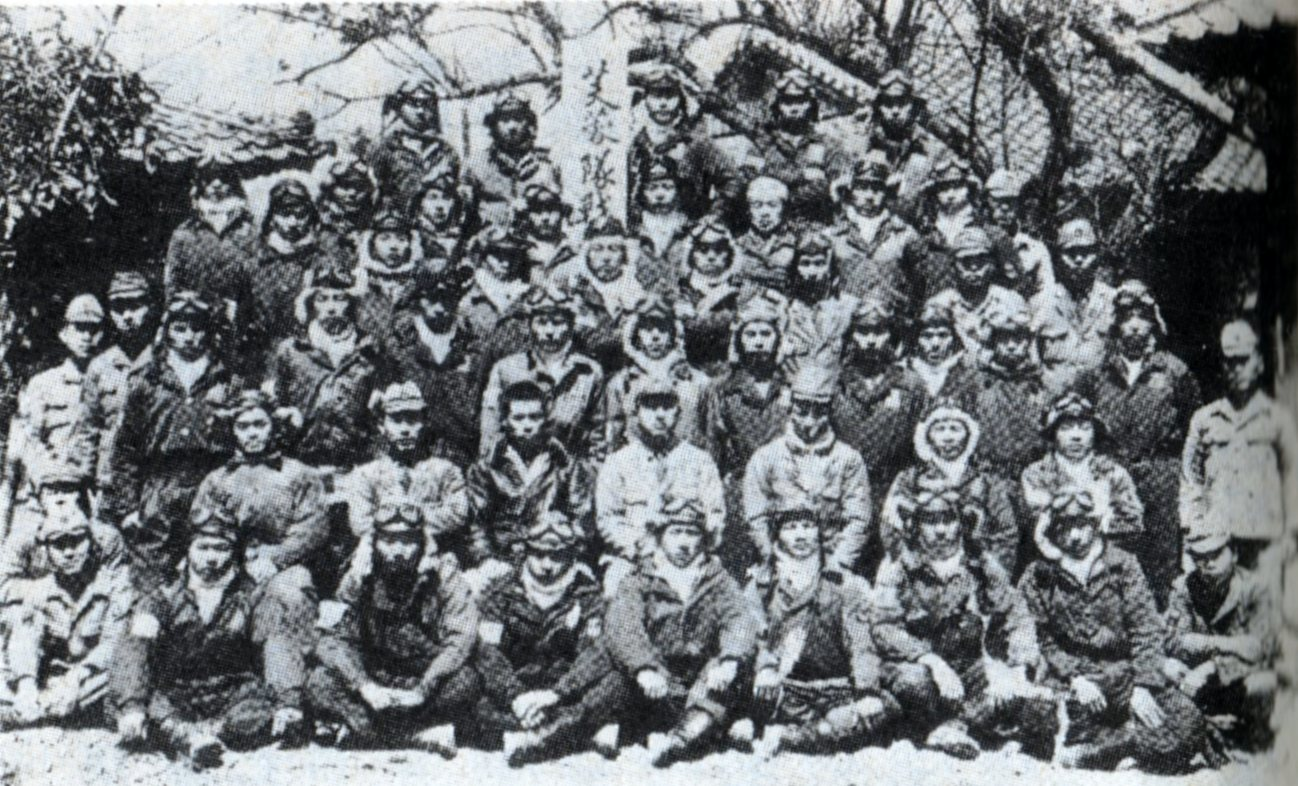
芙蓉部隊隊員の集合写真、前2列目中央無帽の人物が美濃部、ソロモンでアメリカ軍捕虜から譲り受けた革製のフライトジャケットを着用している。

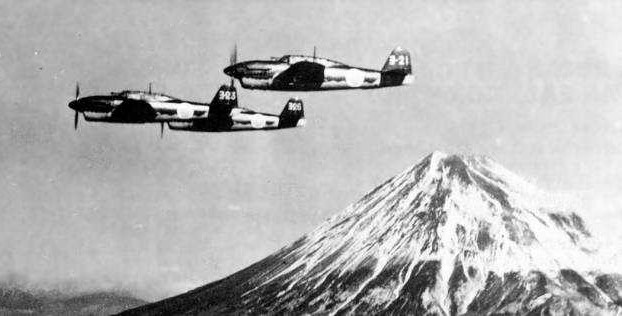
芙蓉部隊の主要機「彗星」と部隊名の由来となった富士山、写真の水冷エンジン型「彗星」は艦上爆撃機としては高速であったので、戦闘機に転用されて芙蓉部隊などの夜間戦闘機隊に優先的に配備された

内地に帰った美濃部は、戦闘901の戦力補充後、1945年1月にフィリピンに再進出することとなっていた。所属している752空は元々陸上攻撃機主体の航空隊であり、夜間戦闘機隊の扱いには慣れていなかったこともあり、戦闘901の再編は美濃部に一任された。752空は既に攻撃3隊と偵察1隊を擁しており、木更津基地には戦闘901を受け入れる余裕がなかったため、美濃部はまず自分らの基地探しから始めなければならなかった。美濃部は自ら零戦に搭乗し基地探しをしたが、空中から見つけた海軍建設中の藤枝基地が適地と考えて、基地司令の市川重大佐に直談判し快諾を得た。美濃部は根拠地となった静岡県藤枝基地から見える富士山にちなんでこの部隊を「芙蓉部隊」と命名した。752空は第三航空艦隊の所属であったが、司令長官は「ダバオ誤報事件」の失態で第一航空艦隊司令長官を更迭されていた元上官の寺岡であった。美濃部は、物資不足の折、貴重な静岡蜜柑2箱を手土産に自ら零戦を操縦し、木更津基地の第3航空艦隊司令部の寺岡を訪ねて、芙蓉部隊という部隊名使用の許可と隊旗の揮毫を願い出たが、第一航空艦隊司令時代から美濃部を高く評価していた寺岡は「美濃部君が胡麻すりをする筈がない。副官、希望通りにするよう」と美濃部の異例の申し出を快く了承している。寺岡筆の隊旗は以後藤枝の指揮所に掲げられた。
美濃部の部隊再建のため、編成や機材など軍令部作戦課が担当して取り掛かった。機材について美濃部は、使い慣れた月光の配備を希望したが、すでに生産が中止されており、十分な数が揃わないことが判明、次に新鋭陸上攻撃機銀河を希望したが、銀河も20機ぐらいしかなかった。そこで美濃部は、整備が困難で、各隊が使いたがらなかった水冷エンジンの彗星12型が大量に余剰している事を聞きつけ、彗星12型を主力機とすることにしたなどと、戦後になって遺稿などで主張している。他にも、「可動率が悪く、生産が終わって久しい水冷型の『彗星』をつかまされた」などとも主張しているが、そもそも、「生産が終わった」というのが事実相違のうえ、「つかまされた」というのも事実を捉えていない美濃部のネガティブな誤解に基づく誤った主張である。
美濃部が彗星にネガティブな誤解をしていたのは、同時期に水冷エンジン型の彗星を運用していた第二一〇海軍航空隊が、20機の所属機中稼働2～3機であるという実情を聞き、暗澹たる思いを抱いていたことが原因であったが、しかし実際は、空冷エンジンの零式艦上戦闘機の可動率も50％を切るような状況の中で、水冷型彗星の可動率60％以上を維持していた航空隊もいくつもあり、戦後の米国戦略爆撃調査団の調査によれば、沖縄戦中の日本本土における作戦機の可動率は60％とされており、水冷型彗星の可動率は他の日本軍航空機と同水準であった。芙蓉部隊に主に配備された水冷エンジン型の彗星は、夜間戦闘機用に海軍直轄の工作庁であった第11航空廠で製造されていた生産されていた機体で、彗星の大増産計画に伴って開発された空冷エンジン型彗星33型と比較して速度性能や上昇性能に勝っていたものを、夜間戦闘機隊として編成された芙蓉部隊に優先的に配備されたものであった。彗星に対するアメリカ軍の評価も高く、「ジュディ（彗星）は戦争中に両軍が製造した空母攻撃機の中で最速（300ノット弱）で最高高度を飛行した。より優れたパイロットの操縦であれば、はるかに恐るべき機体となっただろう。」というものであった。
また、美濃部は人事局のリストから優秀な水上機搭乗員を指名し、その他の地上人員も人事局が精鋭を選抜するなど、海軍航空の大物大西の威光もあって、機体でも人員でも特別に厚遇されている。
1945年2月に入るとフィリピンより脱出してきた夜間戦闘機隊812と夜間戦闘機隊804も藤枝基地に配置されたが、戦闘901と合わせて3個飛行隊が美濃部に委ねられた。美濃部の肩書は3個飛行隊の最先任飛行隊長に過ぎず、形式上の指揮官は関東空司令となっていたが、第3航空艦隊司令寺岡の方針もあり、美濃部が実質的な指揮官となっていた。この指示は口頭で伝えられており、大戦末期の海軍の部隊編成は混乱を極めていた。美濃部は藤枝基地で、昼夜逆転生活、夜間洋上航法訓練、座学といずれも夜襲に特化した猛訓練を行い、やっと離着陸ができるようになった経験の浅い搭乗員でも、往復約1,700 km、約5時間にも及ぶ夜間飛行が可能となるまで鍛え上げた。

##### 特攻命令
フィリピンへ戻るために、藤枝で再編成を進めていた芙蓉部隊であったが、戦局の悪化により、フィリピン再進出は中止された。この後は本土防衛のために錬成を続けていた芙蓉部隊であったが、硫黄島の戦いに先立つジャンボリー作戦でアメリカ軍機動部隊が日本本土を目指して侵攻しており、早くも実戦の機会が訪れることとなった。アメリカ軍機動部隊の接近を知らない美濃部は、川副正夫少尉操縦の零戦を索敵に出したが、アメリカ海軍機動部隊を発見できずに未帰還となっており、川副は芙蓉部隊初の戦死者となった。しかし、川副機の未帰還で美濃部が何らかの警戒をすることはなく、アメリカ海軍機動部隊は日本軍に気づかれないまま、1945年2月16日の夜明けには、房総半島から60マイル（約100km）まで接近し、ドーリットル空襲以来の日本本土に対する艦載機による空襲に成功させ、ほとんど日本軍からの反撃を受けず、32機の損失に対して350機の日本軍機の撃墜破を報告している（日本側の記録では陸海軍で150機の損失）。
空襲の後、第三航空艦隊は索敵により第58任務部隊を房総半島沖で発見、指揮下の航空隊に攻撃を命じた。錬成途中であった芙蓉部隊にも出撃命令があったが、美濃部はかねてより温めてきた対機動部隊戦術「敵空母を発見したら、飛行甲板に体当たりして搭載機の破壊と発艦の阻止、そして火炎で味方機に敵空母の位置を知らせる」という特攻戦術を実践する好機と考えて、整備兵に徹夜での出撃準備を命じ、特別夜食として汁粉を支給させた。翌2月17日の早朝に隊員が集められ出撃が命令されたが、これまで散々夜間出撃の訓練を行ってきたのにも拘わらず、美濃部はなぜか早朝の出撃を命じ、敵機動部隊に達するころにはすっかりと日が昇っていることが予想された。ここで美濃部は出撃する隊員らに、特攻を命じ、別れの盃（別盃）が交わされている。（美濃部による特攻命令の詳細は#考案参照）
しかし、芙蓉部隊特攻隊はアメリカ軍機動部隊を発見できずに帰投し、藤枝まで到達した特攻隊を美濃部と市川が迎えたが、特攻隊はアメリカ軍艦載機に追尾されており、着陸すると同時に銃爆撃を加えてきた。美濃部と市川は敵機の機影を見ると近くの防空壕にすぐに逃げ込んだが、帰還したばかりの隊員たちは防空壕に逃げ込む暇もなく、近くの畑や小川に架かる橋の下に隠れるのがやっとであった。アメリカ軍艦載機は何の抵抗も受けることなく散々に暴れまわり、芙蓉部隊は出撃機の彗星6機と零戦1機の全機が破壊され、防空壕に逃げ込めなかった2名の搭乗員と2名の整備兵が戦死し、飛行場設備の多くが撃破されてしまったが、敵機を発見するやすぐに防空壕に逃げ込んだ美濃部は無事であった。しかし、一度に7機もの作戦機を喪失した芙蓉部隊は再出撃することができなくなった。
空襲の後始末に追われる芙蓉部隊の隊員の間に、芙蓉部隊が神風特別攻撃隊第二御盾隊との名称で特攻出撃するという噂が広まった。2月17日に美濃部が特攻命令を下したことにより、他の航空隊での特攻隊編成指示の話を一部の隊員が早合点して、芙蓉部隊に特攻命令が下ったとの噂が広まったものという指摘もある。芙蓉隊員らは激情と不安を抑えきれず、酒宴を開いて夜の基地内に大きな歌声を響かせた。その騒ぎを巡検の当直士官も鎮めることができなかった。そこで、この噂の原因ともなった特攻命令を下した美濃部は、騒ぎを鎮めるため、搭乗員を集合させると「俺はお前らを特攻で絶対に殺さん」と約束している。美濃部の約束を聞いてまもなく芙蓉部隊の騒ぎは収まったが、坪井飛曹長は「すごいことを言う人だと思ったが、同時に気が抜けた」と証言している。ただし、この美濃部の特攻否定宣言については、聞いたことがないという証言もある。実際の神風特別攻撃隊第二御盾隊は第六〇一海軍航空隊で編成され、2月21日に、彗星12機、天山8機、零戦12機の合計32機（内未帰還29機）が硫黄島を支援するため出撃し、護衛空母ビスマーク・シーを撃沈、正規空母サラトガ大破、死傷者800名超など大戦果を挙げ、栗林忠道中将以下の硫黄島守備隊を大いに勇気づけている。
1945年2月下旬、連合艦隊が主催した作戦会議 もしくは三航艦司令部による沖縄戦の研究会が実施された。その会議で説明のあった練習機の特攻に対する反論 もしくは、地上撃破を避けるための作戦機秘匿の提案を行った。（詳細は#拒否で後述）
第3航空艦隊司令の寺岡は、美濃部が指揮をとりやすくなるよう、3月5日に芙蓉部隊の戦闘901と戦闘812の2個飛行隊を752航空隊から131航空隊に編入し、美濃部を131航空隊の飛行長に任じた。飛行長の肩書がつくと、航空隊の飛行機と整備科の地上指揮をとれるので、これまでの最先任飛行隊長という立場と比較すると格段に権限が強化された。3月20日には戦闘804も131空に編入され、芙蓉部隊の3個飛行隊が正式に同一航空隊となり、名実ともに芙蓉部隊が統一運用されるようになった。131空の司令は浜田武夫大佐であったが、浜田が芙蓉部隊を指揮することはなく、芙蓉部隊の3飛行隊は131空から実質的に独立し指揮は美濃部に一任された 。上記の通り美濃部は、海軍省人事局や海軍航空本部からも厚遇されて、若い優秀な搭乗員を優先的に芙蓉部隊に配置してもらっていたが、そのため芙蓉部隊は補充人員が定員を大幅に上回ることとなり、指揮官の美濃部が新入隊員を把握できないほどであった。

##### 天号作戦

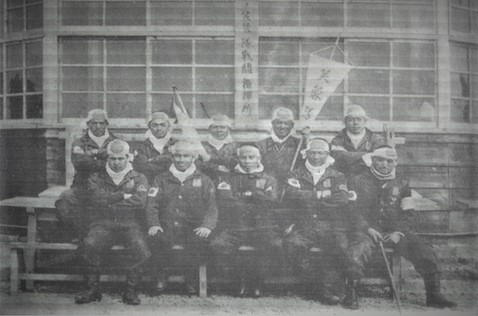
鹿屋基地に進出直前の芙蓉部隊幹部、前列中央が美濃部、美濃部の左が戦闘812の飛行隊長徳倉正志大尉、右が戦闘804の飛行隊長川畑栄一大尉、1945年3月30日藤枝基地での撮影

1945年3月26日、連合軍が慶良間諸島に上陸を開始し沖縄戦が開始されると、3月30日と31日に美濃部は、芙蓉部隊のうちで熟練した隊員らを零戦15機と彗星25機とともに、鹿児島県鹿屋基地へ進出させた。藤枝基地でも経験の浅い搭乗員らの訓練を行い随時要員を交代させて攻撃の継続を可能にした。
やがて、沖縄に侵攻してきた連合軍艦隊に対しての、日本陸海軍による大規模な航空攻撃作戦菊水一号作戦が開始された。芙蓉部隊は美濃部の理想通り、敵機動部隊への夜襲を目的として出撃を繰り返したが、見るべき戦果はなかった。そこで美濃部は、芙蓉部隊は特攻を凌ぐ戦果を挙げ続けなければならないと焦り始め、ある日の偵察任務で、偵察員鈴木昌康中尉が潜水艦らしき艦影を発見したが、彗星を接近させても退避する様子もなかったため、味方艦と判断し帰投したという報告を聞くと烈火のごとく怒り、「ばかもの！この時期に味方の艦艇がうろうろしているわけがない、敵に決まっている」と決めつけ「なぜ接近して機銃でも撃ちこまん」と罵倒した。鈴木はこの日が初陣であったのにも拘わらず洋上航法は狂いもなく正確で、他の隊員たちは鈴木の優れた素質に感心し、何の落ち度もなく無事に帰投できたのに、美濃部に罵倒されているのを見て戸惑った。美濃部はこの叱責を江田島兵学校出の士官に対する躾けであったとしているが、鈴木は美濃部からの罵倒を常に気にしており、後の出撃で戦場に深入りし未帰還となっている。また、美濃部は味方の艦艇はいないと決めつけていたが、回天特別攻撃隊「多々良隊」の伊号第四十七潜水艦以下4隻の日本海軍潜水艦が沖縄海域で作戦従事中であった。
ジャンボリー作戦時での特攻命令以降は、美濃部が積極的に特攻命令を出すことは無かったが、陸海軍の特攻機の誘導任務を度々行っている。4月7日には大沼宗五郎中尉と宮田治夫上等飛行兵曹が搭乗する彗星が、陸軍のと号部隊を奄美大島東方海上に現れたアメリカ軍機動部隊に向けて誘導したが、誘導任務を完遂した後に自らもアメリカ軍機動部隊に特攻を敢行したと認定されて、連合艦隊司令官名で感状が授与され全軍に布告されている。この後も芙蓉部隊では度々特攻による感状授与と全軍布告があっており、芙蓉部隊は終戦までに6人分の連合艦隊司令長官名の感情授与と全軍布告されているが、そのうち4人が特攻による戦死で賞されたものであった。
敵機動部隊に接触すらできない芙蓉部隊に対して、第5航空艦隊は菊水二号作戦以降、特攻援護のため陸軍航空隊第6航空軍の重爆撃機と協力しての敵飛行場夜間攻撃を命じた。ここで編成以来初めて芙蓉部隊はアメリカ軍飛行場を攻撃することとなったが、強力な対空砲火と、レーダー搭載の夜間戦闘機F6F-5N“ヘルキャット”とP-61“ブラックウィドー”などの夜間戦闘機により固く守られており、特に対空砲火が最大の障害であった。美濃部が考えた敵航空基地への攻撃法は、「夜間、黎明に超低空で敵基地に接近、零戦は機銃で敵地上機を掃射し、彗星は超低空から三式一番二八号ロケット爆弾などを使用した必中爆撃」であり、菊水作戦開始当初はこれに基づいて、零戦や彗星が低空飛行での精密攻撃を行っていたが、アメリカ軍の対空戦闘は美濃部の想定を遥かに超えた激しさで、大幅な作戦変更に追い込まれた。
作戦変更の内容としては、美濃部がソロモンで夜襲部隊の構想を抱いてからもっともこだわってきた零戦夜間戦闘機による夜襲は、損害ばかりが増えて効果は乏しかったため断念し、彗星による爆撃も、敵対空砲火が濃密な高度2,000m以下での精密爆撃を諦めて、高度4,000mで敵航空基地に接近後緩降下し、高度3,000mで投弾するという戦術に切り替えざるを得なかった。
急降下爆撃の投弾高度については、日本海軍は様々な実験で導かれた「800m以上（の投弾）にては命中率著しく低下する」という急降下爆撃の投弾高度の分析で、急降下爆撃基準投下高度を700mと定め、さらに太平洋戦争に突入すると、それまでの戦訓により「高度2,000mから角度45度以上の急降下で突入、高度400mで投弾」とさらに投弾高度を引き下げており、芙蓉部隊の投弾高度3,000ｍでは明らかに高すぎて効果的な爆撃は望むべくもなかった。芙蓉部隊は主要兵装として海軍中央の反対を押し切ってまで採用した、命中率が高い三式一番二八号ロケット爆弾も射程500mに過ぎず、使用できなくなっている。超低空からの必中攻撃で多くの未帰還機を出した4月中と比べると、3,000mからの爆撃が主となった5月以降は、芙蓉部隊機の出撃機数に対する損失率は減少しており、美濃部の対策が奏功することとなったが、逆に戦果報告も具体性を欠くものが多くなっている。
美濃部の任務に対する姿勢は非常に厳格であり、不調で引き返した機体については、美濃部が自らエンジン音を確かめて不調ではないと判断すると、すっかりと陽がのぼっていたのにもかかわらず再出撃を命じている。その機は無事に帰還することができたが、その搭乗員は後に「あのときほど指揮官（美濃部）がうらめしく、怖かったことはない」と述べている。美濃部の任務に対する厳正な姿勢もあり、芙蓉部隊の損害は他の通常攻撃の部隊より大きいものとなったとする意見もある。ただし戦死した隊員の遺族には気を使っており、1945年4月12日の出撃で戦死した清原喜義上飛曹の父親より戦死の状況について問い合わせがあったときには、自ら長文の詳細を記述した手紙をしたため父親に送っている。この手紙は戦後に遺族から土浦駐屯地内にある予科練記念館「雄翔館」に寄贈されて今も展示されている。

##### 岩川基地

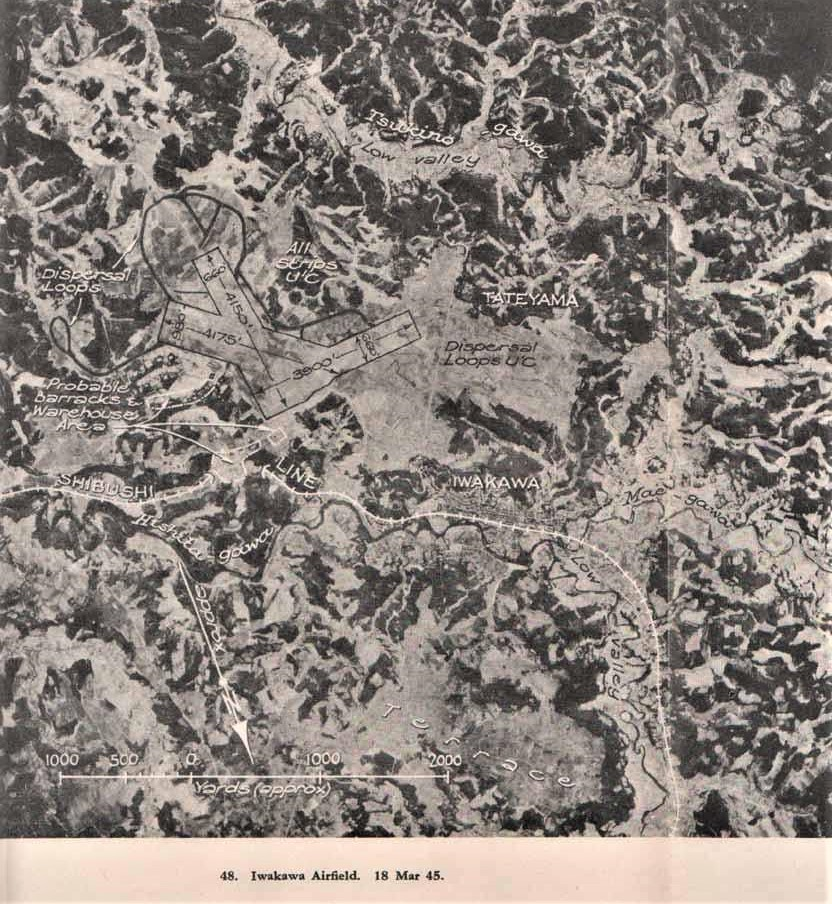
岩川基地のアメリカ軍偵察写真、未完成分も含めた滑走路の位置や、隠匿されていた倉庫や航空機の分散場所などが記されている

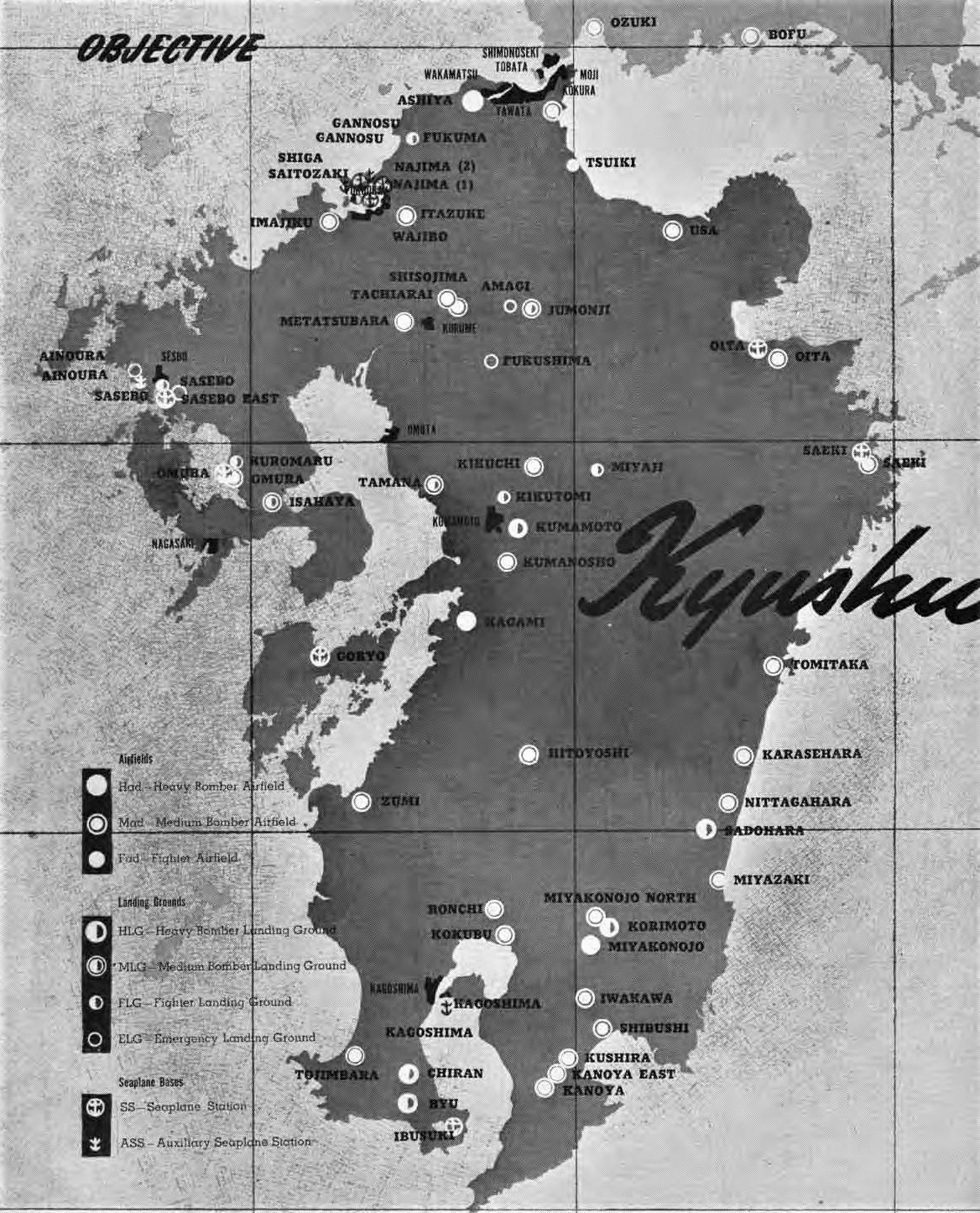
アメリカ海軍公式広報誌「Naval Aviation News」に掲載された九州の日本軍飛行場の配置図、岩川基地は鹿屋基地などと同様に「中型爆撃機飛行場」と記載されており、その存在は認知されていた

芙蓉部隊が所属していた鹿屋基地は、海軍航空隊特攻の最大基地であったため、特攻に苦しめられたアメリカ軍から目の敵にされていた。そのため、戦略爆撃機であったB-29が、日本の都市や工業地帯への絨毯爆撃から鹿屋基地などの九州の航空基地の攻撃に転用されたり、アメリカ軍機動部隊が九州に接近して艦載機で攻撃をしてくるなど、激しい攻撃を受けるようになった。そこで、第5航空艦隊は空襲被害を抑制することと、接近してくるアメリカ軍機動部隊への反撃力強化のため、鹿屋から戦力を分散させることとした。そこで芙蓉部隊も「夜間戦闘機隊は岩川又は志布志」との命令を受けて、5月中旬に鹿屋から約27km離れた、鹿児島県囎唹郡月野村と岩川町（現・曽於市）に整備中の岩川基地に移動することとなった。
岩川基地は、海軍が1944年5月に飛行場建設を計画、その発表がなされた5月7日に、地権者に対して40日あまりで立ち退きしなければ住居を焼き払うといった海軍の恫喝により、総面積530haの土地が強制収用され、海軍の技術士官の指揮、地元の土木業者の施工により構築が進められた。近隣の福山小学校の生徒による勤労奉仕などの地元の住民の献身的な協力もあり、1945年4月中旬には1,300ｍの滑走路も完成して、発着陸も可能となっていた。ちょうどその頃に日本軍は全国各地に特攻機出撃用基地として、アメリカ軍から発見されないような｢秘匿飛行場｣を造成する計画を立てていた。1945年4月から整備に着手し全国約40カ所に造成する計画であったが、岩川基地もそのうちのひとつに選ばれて、佐世保鎮守府の海軍設営隊第3214設営隊に対して、鎮守府長官より4月25日付発令第187号命令「岩川海軍基地特攻用秘匿基地造成二協力セシムベシ」が命じられ、第3214設営隊は岩川に進出している。
美濃部は岩川基地の移動について、自ら軍用車で相応しい基地を探して回った際に、完成前に放棄同然であった岩川基地を見つけて、移動を決めたなどと主張しているが、実際は上記の通り、第5航空艦隊の命令によって移動したに過ぎなかった。特攻用の｢秘匿飛行場｣として整備されていた岩川基地は、第5航空艦隊の命令によって芙蓉部隊も配備されたが、当初の計画通り、特攻用の｢秘匿飛行場｣としても運用するため程なくして西条海軍航空隊の特攻機が進出している。
岩川基地は芙蓉部隊が進出するまでは、工事が途中で中断され放置されていたなどと言われることもあるが、実際は芙蓉部隊が進出してくるまでに、地元の業者の尽力及び地元の住民の協力により、分厚い竹筋コンクリートで覆われた地下発電所、通信室、食料貯蔵庫、退避壕などの数多くの地下トンネル、近隣を流れる菱田川の川水を浄水する施設などの設備が整った飛行場となっており、さらには第3214設営隊による特攻秘匿基地整備工事により、直ぐにも使用できる状況であったが、兵舎のみが足りなかったので、防風林で囲まれた民家跡に木造で急造したり、近所の農家を借り上げている。
岩川を基地とすることとなった美濃部は、事前の工事によってほぼ完成していた飛行場設備のなかで、ダバオや藤枝で、自分が指揮する部隊の航空機を多数地上で撃破された反省に基づき、滑走路部分をカモフラージュをすることとしている。移動式の家屋4棟に樹木10数本と牛10頭と大量の草や枝葉を準備し、航空機が離着陸したあとは、滑走路上に草を散布し、家屋や樹木や牛を設置して牧場に見せかけている。散布する草や樹木は、常に青々としたものを準備するため、農民に2万円（2017年当時で3,000万円相当額）を支払って草刈りや枝葉の収集を依頼していた。
このカモフラージュが美濃部の独創と言われることもあるが、陸軍はフィリピンの戦いで、第4航空軍指揮下のマリキナ飛行場において、飛行場の守備兵が雑草を刈り集めて滑走路一面に敷きつめるという擬装を岩川基地に先駆けて行っていた。マリキナ飛行場の場合は岩川基地よりさらに徹底されており、雑草が4～5時間で変色してしまうため、毎日新しい雑草を刈り集めていた。そのおかげでマリキナ飛行場は、いつも青々とした野原のように見えていたという。また、他の｢秘匿飛行場｣でも同様な滑走路秘匿のカモフラージュは行われており、岩手県奥州市水沢に造成された陸軍航空隊の｢秘匿飛行場｣である小山飛行場においても、滑走路を秘匿するため、移動式の家屋や鉢植えなどが滑走路に置かれるなど、岩川と同じようなカモフラージュが行われており、当時の日本軍では広く行われていた。
基地を完璧に偽装できたと考えていた美濃部は、沖縄から出撃し岩川基地周辺上空を通過して、宮崎・鹿児島などの南九州を好き放題に空爆していたB-25ミッチェルなどのアメリカ軍機に対して、基地の露見を恐れて迎撃を禁止していた。周辺の住民は「戦闘機隊なのになぜ上がらないのか」「逃げ隠れしているのか」と不満を抱いており、芙蓉部隊搭乗員も、何の妨害も受けず我が物顔で基地上空を通過していく敵機を見て口惜しさを募らせていたが、美濃部が迎撃を許可することはなかった。
このカモフラージュにより、終戦まで岩川基地が発見されることはなかったとか、アメリカ軍が血眼になって岩川基地を探していたとなどと言われることがあり、美濃部自身もそう誤認していたが、滑走路は隠したつもりでも、芙蓉部隊員や第3214設営隊ら3,000人が居住する兵舎は地上に露出し、また西条海軍航空隊の特攻機白菊は機体が大きく隠匿することはできなかったので、地上に露出して駐機されており、実態は全く隠れていなかった。アメリカ軍は、岩川基地をかなり早い時期から継続的に偵察しており、1945年3月には、建設中（符号u/c under constructionの略）の岩川基地を空撮して詳細な位置や概要を把握し、目標番号2511番とナンバリングまでしており、終戦時点では完成し稼働している飛行場（符号a/f airfieldの略）として把握していた。これは、他の｢秘匿飛行場｣も同じような状況で、日本軍が苦心して造成し、カモフラージュした｢秘匿飛行場｣の多くは、岩川基地と同様にアメリカ軍からは丸見えであったことが、戦後の研究で判明している。
しかし、結果的に岩川基地は終戦まで一回の爆撃も受けず、南九州の基地では唯一地上での損害がなかったといわれる。

##### 再度の特攻命令
芙蓉部隊が岩川に移動していた同じ時期に、菊水七号作戦が発令され、第5航空艦隊と陸軍の第6航空軍は、特攻機援護のため、5月24日深夜から沖縄戦開始以降最大規模の戦力で沖縄の敵飛行場に攻撃をかけることとし、多数の爆撃機と陸上攻撃機による飛行場への夜間爆撃と、陸軍空挺コマンド部隊義烈空挺隊を投入して空挺特攻作戦を敢行した。しかし、今まで飛行場攻撃を主要任務としてきた芙蓉部隊には出撃の声はかからず、5月15日から24日かけ、慌ただしい他の日本陸海軍航空部隊の喧騒をよそにして、たっぷり時間をかけて岩川基地に移動している。さらに、美濃部は搭乗員が移動で疲労したものと考えて、搭乗員らが今でいうエコノミークラス症候群にならないよう按摩の手配をし、夜には美濃部の発案で、蛍狩りを肴に転居祝いなどとして酒席を設けており、隊員たちも心行くまで酒宴を楽しんでいる。
美濃部らが休養していた5月24日の夕刻から夜間にかけて、沖縄のアメリカ軍飛行場に対する日本軍による最大規模の攻撃が行われた。この日の戦闘によって、陸海軍の航空機と義烈航空隊は、読谷飛行場で航空機38機を完全撃破もしくは大破、20名の死傷者、ガソリン70,000ガロン焼失、半日飛行場使用不能、嘉手納飛行場で一時使用不能、伊江島飛行場で60名の死傷者を出させるなど、沖縄戦での日本軍による飛行場攻撃で最大の戦果をあげている。
飛行場を巡る激戦がひと段落した後の翌25日未明になって、岩川への移動と休養を終えた芙蓉部隊へ、第5航空艦隊から敵機動部隊への索敵攻撃が命じられた。岩川基地からの初出撃となったが、ジャンボリー作戦の際の藤枝基地での出撃と同じように、指揮所の前には別れの盃とぼた餅が並んでいた。芙蓉部隊の対機動部隊は「搭乗員諸共敵空母甲板上に特攻し、敵空母甲板上の艦載機を一掃する」という特攻戦術であり、特攻出撃を前にして隊員たちはぼた餅をとても食べる気にはならずに、その後の美濃部の「攻撃はすべて命令した通り、諸君の健闘を祈っている。かかれ」という訓示を聞くと出撃したが、敵機動部隊と接触することはできず全機無事に帰投している。

##### 食事改善要求
特攻用の｢秘匿飛行場｣岩川基地に、練習機白菊で編成された西条海軍航空隊の特攻隊が進出してきた。岩川基地の庶務の管轄は九州海軍航空隊であったが、特攻の西条空に対して芙蓉部隊は、支給される食材の質に大きな差をつけられ、副食が昆布・ひじき・あらめといった海藻類ばかりになっていた。美濃部は食事内容の格差の原因は芙蓉部隊が「特攻隊ではない」から差別されていると考えて、管轄の九州海軍航空隊を飛び越えて、直に第5航空艦隊司令部に食事内容改善の要求を行っている。第5航空艦隊は美濃部の要求を受けると佐世保鎮守府に調査を依頼、鎮守府の調査団が速やかに岩川に調査に来たが、手違いで岩川基地を整備していた3214施設隊と同じ食糧基準となっていたことが判明したため、調査後ほどなく潜水艦乗組員用の最高級の食材を満載した貨物列車が岩川駅に到着した。そのなかには、コーヒーや紅茶といった嗜好品や、当時の日本では贅沢品であったコンビーフも大量に入っていた。
しかし、軍支給の食糧が乏しかったときも、周囲を農地や牧場に囲まれていた芙蓉部隊は自給自足を標榜しており、周囲の農家からは大量の鶏卵や農産品の差し入れのほか肉牛の差し入れもあり、隊員みんなでビフテキにして食べている。フィリピンで戦っていた時は、豪勢な食事をとる司令官クラスに嫌悪感を抱き、唯一粗食に甘んじていた第二十六航空戦隊司令官の有馬を敬っていた美濃部であったが、芙蓉部隊の食事は他の部隊はおろか、同じ岩川基地の特攻隊員や藤枝で訓練していた同じ芙蓉部隊隊員よりも遥かに豪勢なものとなり、4月5日に事故で火傷を負って藤枝で療養していた坪井晴隆飛曹長は、岩川に復帰すると食事の差に驚いて「えらいごちそうが出るな」と同僚に話したと回想している。美濃部も藤枝にいた頃には、さほど部隊の補給には関心がなく、基地主計課下士官の竹田が、物資不足のなかで基地のありったけの砂糖を集めて、美濃部らを労うために汁粉を作ったが、出された汁粉が砂糖不足で甘くなかったので「こんなものが飲めるか」と怒鳴って突き返したこともあった。
第5航空艦隊司令長官宇垣纏中将は、1945年（昭和20年）7月23日（廿三日）に岩川基地を視察しているが、その日の日記『戦藻録』に、美濃部について「芙蓉部隊長は水上機出身なるがよく統率して今日迄の活躍は目覚ましきものなり」と記述している。
第五航空艦隊司令部は持病のマラリアで定期的に高熱で寝込んでいた美濃部の指揮能力を懸念しており、人事局に美濃部の交代要員を望み、座光寺一好少佐が第九〇一海軍航空隊から芙蓉部隊に異動してきたということがあったが、美濃部は芙蓉部隊指揮官を更迭されることを拒否、司令長官である宇垣に引き続き芙蓉部隊の指揮をとることを直談判し、宇垣は美濃部からの要請を受け入れて「岩川基地指揮官を芙蓉部隊岩川派遣隊指揮官に指定す」（天航空部隊命令第45号）という、一部関係者にしか理解不能な辞令を発令、司令部の方針に反して、引き続き美濃部が岩川の芙蓉部隊の指揮官であることを保障し、座光寺は美濃部の副官格として藤枝に異動させた。岩川基地の視察のさいに宇垣は「この辺は米軍上陸の矢面となろう。この地は君に委ねる。多くの部下を抱えて大変だろうが、よろしく頼む。もう再び会うことはないかもしれんなぁ」と美濃部に親しげに語りかけている。美濃部は宇垣の思いやりで胸が熱くなり「ご心配をおかけします。未熟者ですが精いっぱいやります」と答えるのが精一杯であった。美濃部は、宇垣を「芙蓉部隊作戦の理解と応援者」のひとりとして感謝している。宇垣もこの視察はよほど満足したようで、かろうじて空の明るさが残る19時まで岩川に滞在し、暗くなる前にようやく鹿屋への帰路についている。

##### 決号作戦準備
6月23日、沖縄守備隊の第32軍司令官牛島満中将が自決し、沖縄での日本軍の組織的な抵抗は終わった。美濃部は戦後になって、沖縄での敗戦が明らかになった頃には軍高官らは戦闘を止めたうえで「これ以上戦っても勝算がありません」と天皇にお詫びして切腹すべきであったと語っているが、沖縄の敗色が決定的となった5月末には、既に沖縄に見切りをつけて現実的判断で航空作戦を縮小していた陸軍に対して、美濃部は海軍の方針に従って、未帰還機が増える一方でありながら、芙蓉部隊を沖縄に送り続けていた。しかし、終戦直前のアメリカ軍は、沖縄周辺での戦闘空中哨戒任務よりも、ダウンフォール作戦準備のため、南九州、宮古島、八重山列島への攻撃任務や、阻止線を前進させての奄美上空での戦闘空中哨戒任務など防御よりは攻撃的な任務が激増しており、アメリカ軍航空基地は、ほぼ芙蓉部隊のみが攻撃するようになった7月中旬には、灯火管制すらしていないなど全く日本軍機の夜襲を警戒をしておらず、芙蓉部隊の出撃の成果はほぼ無いに等しかった。
芙蓉部隊は沖縄作戦から終戦までの戦績は、出撃回数81回、延べ786機が出撃、未帰還機43機、延べ機数に対する損失率は5.5%、搭乗員戦死者は89名、総戦死者103名。あるいは未帰還機は零戦16機、彗星37機、計53機、搭乗員戦死者92名、整備員戦死者13名、総戦死者105名である。敵をほとんど発見できなかった索敵任務を除き、飛行場攻撃や特攻機誘導などの戦闘任務だけを見れば、延べ341機の出撃で37機を喪失し損失率は10.9%になる。これは、多くが日中攻撃で芙蓉部隊より激烈な迎撃を受けていた沖縄戦における同期間内の日本海軍の通常攻撃機（艦船、地上攻撃を含むすべての攻撃、爆撃機）の損失率とほぼ同じ水準であった。芙蓉部隊の元整備兵慎田崇宏は、「全軍特攻」の世相の中で「夜間攻撃」を選択した美濃部の選択を正しかったが、多くの戦果を挙げた分だけ、他の部隊より多くの犠牲者を出してしまったと語っている。しかし、これらの損失は作戦損失のみであり、訓練中の損失などを含めた総損失は公式記録がある5月15日までの段階で109機と膨大な機数に上っており、実際には甚大な損失を被っている。
芙蓉部隊があげた戦果報告の合計は、潜水艦1隻撃沈（アメリカ軍に該当の被害記録なし）、戦艦1隻撃破、巡洋艦1隻撃破、大型輸送船1隻撃破（戦艦撃破については芙蓉部隊の戦闘詳報に記録がなく、アメリカ軍記録にも該当の被害記録なし。巡洋艦、大型輸送艦についても芙蓉部隊が撃破したと報告した4月6日にアメリカ軍に該当の被害記録なし）、敵機夜戦2機撃墜（うちP-61の1機は該当するアメリカ軍の損害記録なし）、飛行場大火災3回、飛行艇1機炎上、テント1個炎上を報告している。
美濃部は決号作戦（本土決戦）で、あたためていた対機動部隊用の特攻戦術（詳細は「特攻」節を参照）を実践するため、最終出撃に加わる24機分の編成表を作り上げた。芙蓉部隊は日本軍の他の部隊と異なり、出身別の軋轢や階級別のわだかまりも少なかったので、特攻出撃の搭乗員名簿は兵学校出身者、予備士官、予科練出身者が分け隔てなく選抜されていた。美濃部は常に指揮官率先を主張しており、最後の特攻には自身も出撃するつもりであった。残された整備員たちは、上陸してきたアメリカ軍戦車隊を志布志街道で迎え撃ち、樹上に吊り下げた航空爆弾の投下と、山上から航空燃料のドラム缶に火をつけ戦車に向けて転がして攻撃し、たこつぼ塹壕に潜んだ志願者が爆弾を抱えて戦車に自爆体当りを敢行、最後には一兵たりとも後退することなく、全員が付近住民も巻き込んで、敵軍兵士もろとも設置した爆雷で自爆するという戦術を考案していた。

##### 終戦

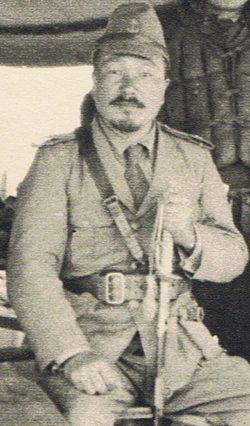
少佐時代の小園安名

1945年8月15日、昭和天皇の玉音放送があり、国内に終戦が知らされた。岩川基地の芙蓉部隊においては、玉音放送を整列して聞いたと証言する隊員と、聞いていないとする隊員に分かれており、川添普隊員のように「玉音放送は確かに聞きましたが、雑音が多くてよく聞き取れなかったのが実情です。ただ、負けたらしいということはすぐにわかりました」と具体的な証言をする隊員もいるなかで、指揮官の美濃部は、芙蓉部隊にはラジオがなかったので、玉音放送は聞いていないと主張している。午後2時に通信科から玉音放送の内容を新聞電報で知らされると、「本当に陛下の言葉なのか？東京方面で一部が策動したのではあるまいか、信じがたい」と疑った。徹底抗戦を掲げていた厚木海軍航空隊司令の小園は玉音放送後に全軍に向けて「日本は神国で、絶対不敗なのに、降伏の声明を発するのは、重臣閣僚が（昭和天皇の）聖明を覆った結果である。従ってこのような命令は聞けない、実施部隊としてあくまで戦う」と打電し、それを信じた美濃部は「やはりそうだったか。ようしそれなら断固死突あるのみ」と思い込み、「302空に呼応し、芙蓉部隊も九州において起つ」という電文を全軍に向けて打たせた。勝ち目のない戦争と知りながら、軍の命令とは言え「いずれ後からいく、それまで待っていてくれ」と多数の部下を送り出し、その百余名を戦死させてしまったのに、今さら戦争中断とは酷い話だ」という美濃部の思いも、徹底抗戦という判断を後押しした。
美濃部は全搭乗員を集めると「座して神州が汚されるのを見るより、むしろ武人の節を全うして死のう。指揮官の意思に従う者はついてこい！」と訓示した。第5航空艦隊司令部も混乱しており、芙蓉部隊に何の指示や命令もないなかで、美濃部は8月16日と17日に20機の彗星と零戦を戦闘準備させ、南九州沖に索敵攻撃に出撃を命じているが、両日ともにアメリカ軍との接触はなく全機無事に帰還している。美濃部によれば、上級司令部からは何の指示もなく、指揮官である自分には部隊内に相談できる相手もいないため、降伏の方法が定められていない日本軍の戦陣訓などの伝統に縛られたせいであったというが、徹底抗戦を部下に訓示する美濃部に対して、飛行隊長で副官の徳倉正志大尉は「（抗戦は）止めた方がいいですよ、もうアカンでしょう。」と諫めたという。ただし、このような訓示もなく、芙蓉部隊の隊員の多くは終戦の事実すら知らなかったという証言もあるなど全く統制がとれていなかった。
また、徹底抗戦を命じた美濃部であったが、芙蓉部隊の隊員らに「現存する飛行機の装備品一切を取り外し、機体番号を削り取って消せ」という、美濃部の徹底抗戦という姿勢と矛盾する命令も下している。矛盾する命令を受けた隊員らは「裸の飛行機で突っ込めというのか！？」「どこかに機銃を隠しておこうか」などと不平不満を抱きつつ、整備員と搭乗員が協力してやすりやこてを使って機体番号を削り取り、機銃などの装備品を撤去した。
8月17日に302空の戦闘機がばら撒いた「国民諸子二告グ」とする小園起草の決起を促す檄文ビラがあり、藤枝基地の芙蓉部隊でも隊員らに動揺が広がりつつあったが、その様子を見た指揮官の座光寺が士官らをガンルーム（士官次室）に招集し、天井に拳銃を拳銃を2～3発発射したのち「ともかく戦争に負けた。このさい軽挙妄動は禁物である。連合軍がどのような措置をとるかは分からないが、子孫にわれわれの精神を受け継がせよ。きさまたちが海軍の伝統をけがすような行動に出たら、即刻射殺するぞ！」と強い口調で訓示した。この座光寺の強い意志と訓示で、藤枝の不穏な空気は一掃されて、動揺する岩川の美濃部や芙蓉部隊隊員より先に、しっかりとした統制のもとで復員作業を開始して、50機の所属機はそのまま藤枝基地に残された。
第5航空艦隊の司令長官は前連合艦隊参謀長の草鹿となったが、草鹿は、第5航空艦隊参謀長の横井俊之少将から宇垣による特攻の一部始終を聞かされると、宇垣に続くものが多数出てくることを懸念した。草鹿は第5航空艦隊での自分の役割を、昭和天皇の終戦の意思をくみ、連合軍の進駐を無血裡に終わらせるため、不穏な動きを全て封殺することと考えて、草鹿は横井に、東京の海軍省まで事情を聞きに行かせて、第5航空艦隊幕僚や現場指揮官に説明させることとし、8月18日正午に各航空隊指揮官を大分の第5航空艦隊司令部に招集した。横井は招集した美濃部ら部隊指揮官や、呼ばれてもいないのに押しかけていた尉官達に、海軍省で聞いてきた詔勅が出たいきさつを説明した。草鹿は、横井が一通り説明を終わると「貴官らの気持ちはよくわかるが、今はただ、陛下の思し召しに副い、皇軍の潔さを米国軍民に示すべきではないか、私は5航艦の総力をもって終戦平和に努力する決意である。不都合と思う者があれば、この私をまず血祭りにあげてからにせよ」と身を挺して諭した。すると、室内に満ちていた呻きがやがてすすり泣きに変わった。ある若手士官が「長官のお話によって、われわれはのぼせがすっかりさめました。私にも数十人の部下がおりますが、私がかならずまちがいのないように掌握いたしますから、その点どうか安心ください。」と申し出たが、美濃部ら他の指揮官は特に主張もすることなく終戦を受け入れ、草鹿は会議終了後に参加者全員に酒をふるまい、全員で日本海軍軍人として最後の大元帥陛下万歳の乾杯をして、大きな混乱もなく会議は散会となった。
美濃部によれば、この第5航空艦隊の会議に参加していた勅使の軍事参議官の井上成美大将から、会議後にひとりだけ呼ばれて、直々に「君の部隊はこれまでよく戦った。今になって降伏とは腹にすえかねよう。しかし、聖断が下った今、若い者が多く大変であろうが自重してもらいたい」と声をかけられたという。しかし、井上は終戦直後の8月16日の昼から、米内光政の海軍大臣留任のために、軍事参議院で意見調整するなど奔走したのちも東京の海軍省におり、8月21日には、緑十字機でマニラに飛び、ダグラス・マッカーサー司令部と終戦事務処理の打ち合わせしてきた杉田主馬書記官から海軍省内で報告を受けており、大分で開催された第5航空艦隊の8月19日の会議に井上が参席していたという事実はない。井上が九州入りしたのは、終戦事務を進めていた第5航空艦隊で一部混乱が生じていたことを懸念した海軍大臣米内が、井上に9月10日付官房第409号で第5航空艦隊の査閲を命じる訓令を出してからであり、井上はこの訓令により9月14日から24日まで大分、松山、美保を廻り、終戦事務の査閲を行っている。査閲のさいに井上は各指揮官と面談し、統制ある終戦処理を推進して帝国海軍の有終の美を飾るよう説いている。
美濃部は他の多くの指揮官らと同様に、草鹿と横井の説得であっさりと抗戦を諦めて基地に帰ったが、美濃部に徹底抗戦と焚きつけられていた隊員たちには、美濃部は「コロッ」と態度を一変させたように見えたので、「今さらそんなこと言われても」「なぜやめるんだ！これだけの飛行機があるじゃないか」「戦わせてください、死ぬ覚悟はできているんです」と憤慨し、怒りと不満と怨嗟の声がわきあがった。どう諭していいかわからなくなった美濃部は取りあえず部下を指揮所前に整列させると、「芙蓉部隊は陛下の部隊である。詔勅が出た以上、もはや私に部隊の指揮を取る資格はない。納得できなければ私を斬ってから出撃せよ」と草鹿が美濃部らを諭したときと同じように身を挺して隊員をなだめた。隊員の説得を終えると、美濃部も張りつめていたものが切れて、疲労のあまり寝込んでしまった。
昭和天皇に拝謁するため東京に向かった草鹿に部隊の復員作業を一任された横井は、急な敗戦で気が立っている特攻隊員と進駐軍の不測の衝突を避けるべきとの考えで、8月20日、各部隊に「24時間以内に基地から2km圏外に離脱し、隊員はすみやかに復員せよ」という急な命令をおこなった。公共交通機関は麻痺状態にあり、また「搭乗員は米軍に逮捕される」という噂も広まり隊員に動揺が見られたため、美濃部は早急な復員を実現すべく、隊員たちが部隊の飛行機を用いて復員することを許可した。勝手に航空機を動かすことは後日問題となる可能性もあったが、美濃部は自分が責任を取ればいいと考えた。部隊の飛行機による復員は、特攻機桜花などで特攻作戦を推進した神雷部隊でも行われている。
8月21日の朝に鹿児島に進出以来初めてとなる合同慰霊祭を開催、慰霊祭が終わった後で美濃部が最後の訓示を述べた。「この戦争は敗れた。だが10年たてば、ふたたび国を立てなおす可能性が出てくるかも知れない。この間、自重し、屈辱に耐えてがんばってもらいたい。10年ののち、ここにもう一度集まろう」、訓示の後、正午に、日の丸や機体番号などが塗りつぶされ武装を取り外した零戦と彗星が引き出され発進準備を進めたが、皆がなかなか出発しようとしないなか、美濃部や残留者が「早くいけ」と急き立てた。離陸した各機は、別れのあいさつ代わりに翼を振ってから上昇していき、美濃部は各機が見えなくなるまで右手を振り続けたので、全機が出発するまで2時間を要した。この帰路飛行において、零戦1機と彗星1機が墜落、また部隊支援の松山航空隊の予科練習生は航空機ではなく列車で帰らされたが、道中で事故に遭遇し、戦後になっても4人の隊員らが無残な死を遂げている。
美濃部は復員の零戦と彗星を見送ったのちに、残務整理のため残した十数名と、高千穂山中にある豪農宅の離れ家に1年分の武器、弾薬、食料等を運び込んでいる。美濃部は草鹿らの説得で一旦は抗戦は諦めたとしながらも、しばらくはこの離れ家で情勢を見極めながら、必要に応じてはここをアジトとして進駐軍に抵抗する計画であった。しかし、翌日に第五航空艦隊司令部が「第五航空艦隊幹部は原隊に復帰せよ」という命令を出したため、美濃部らはわずか1日でアジトを撤収させられ、進駐軍への抵抗を諦めて岩川に戻る羽目になった。また、美濃部は復員の際に一部を除いて幹部士官まで復員させてしまっていたが、第五航空艦隊司令部が原隊復帰命令を連日ラジオ放送でも呼びかけたため、いったん故郷に帰った芙蓉部隊士官が慌てて岩川に引き返すこととなっている。
進駐軍による岩川基地の接収は後回しにされて終戦後3ヶ月も経過した11月15日になった。この頃、持病のマラリアのぶり返しに苦しみ、生きる目標がなくなり自棄になっていた美濃部は、進駐軍への引渡目録に「当基地は不時着場にすぎざるところ、最近滑走路の一部をようやく転圧し、小型機の前進基地として一部使用を開始し、設備強化を準備中のところなり」「降着に際しては確認の上実施するを要す。なお大型機の降着は、めり込む恐れあり」と「使えるものなら使ってみろ」というケンカをふっかけるような説明文を和文、英文両方で添付したものを準備し、軍用機を隊員らの復員に使用したことを進駐軍に咎められたら、接収係官に斬りかかったのち自分も自決しようと考えて、白装束のつもりで、官給品のパラシュートを材料に流用して、岩川市内の洋服店で白無地の下着からワイシャツまでを仕立ててもらい、腰には軍刀を下げてアメリカ軍大尉の接収係官に応対した。しかし、戦争中の詳細な航空偵察写真で、岩川基地がすでに鹿屋などほかの海軍航空隊基地と同様に「符号a/f（完成した飛行場、airfieldの略）」 かつ「Medium bomber airfield（中型爆撃機飛行場）」 と詳細に概要を把握していたアメリカ軍による接収はあっさりと終わり、美濃部は拍子抜けしたまま、岩川基地の軍用機、兵器、機械・備品一式と腰に下げていた軍刀を差し出している。

### 戦後

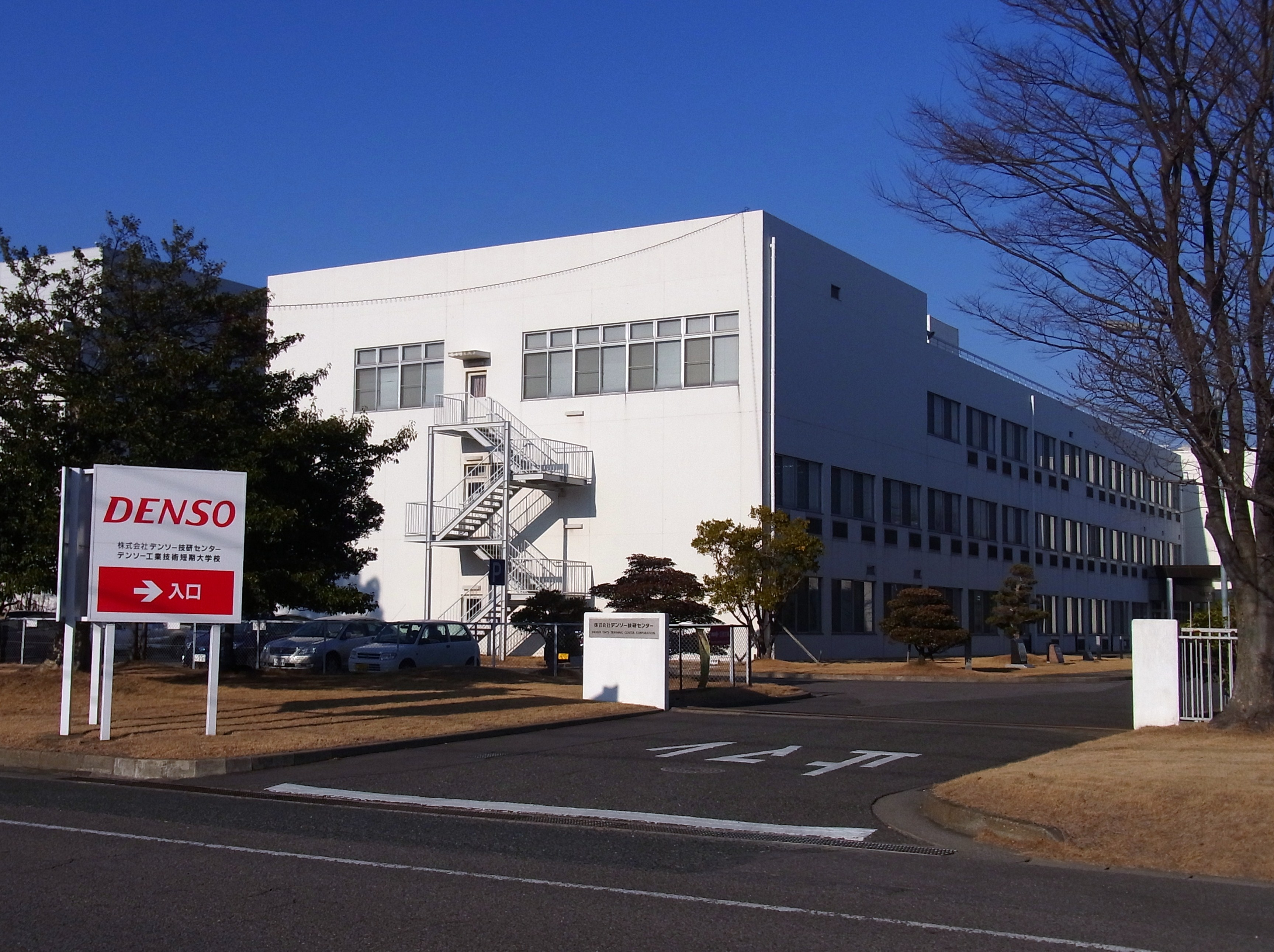
美濃部が航空自衛隊退官後に就職した日本電装学園（現デンソー工業学園）

戦後は海軍を引き継いだ第二復員省の斡旋で、名古屋地方人事部（愛知県庁）で戦没者の遺族対策をしていた。その間、朝日新聞に就職活動し内定までもらっていたが、GHQによる公職追放で旧軍人の美濃部はマスコミへの就職を断念せざるを得ず、持病のカリエスの悪化により、名古屋地方人事部も退職した。その後は、他の多くの旧軍人と同様に、保険の外交員、電球の行商、海の家の経営、喫茶店の経営など様々な職に就いたが、長続きせず安定した収入が確保できなかった。仕方なく美濃部は実家の太田家を頼ることとしたが、実父の生前は生活に困窮しながらも広大な農地を手放すことはなかった太田家も、GHQによる農地改革で大半の農地を手放しており、美濃部はわずかに残った太田家の農地の一部と、賃借した農地をあわせて農業を始めた。しかし借地を含めても最低採算が確保できる面積の半分にも満たず、農作業も美濃部と元々海軍将官の令嬢で野良仕事の経験など皆無であった妻篤子の2名でおこなったので、美濃部が慣れない篤子に「もっと早くできんのか」と怒声を浴びせることもしばしばで、農家ながら配給の小麦粉と、近所の逢妻川で魚とりして食いつなぐといった赤貧生活であった。
その後始めた養鶏業もうまくいかなかったので、1953年に旧海軍の伝手を頼って海上警備隊に入隊、1954年に発足したばかりの航空自衛隊に転籍した。始めは、パイロットを目指して飛行学生となったが、航空自衛隊発足当初の飛行教官はアメリカ空軍の士官であり、英語も達者ではなかった美濃部は教官と衝突し飛行学生をクビになってしまった。その苦い経験でパイロット育成のための英語教育が不可欠と痛感し、1955年に再度操縦訓練を再開、教官過程も無事終了し、9月には第2操縦学校の初代訓練課長となった。部下の教官の中には芙蓉部隊の隊員であり、のちの航空自衛隊幹部学校校長藤澤保雄1尉もいた。その後も空幕運用課長、統幕学校教育課長、第12飛行教育団司令、輸送航空団司令兼美保基地司令、航空自衛隊幹部候補生学校長などの要職を歴任したが、1959年の春に胃がんを患い、合計3回も胃を切除するなどの手術を受けており、体調不良をうったえて、闘病や体力不足を理由に、激務に耐えられないとして出世を望まず、気楽な配置を希望していたという。
体調が原因で激務を避けていたとはいえ、厳格な勤務態度は芙蓉部隊指揮官時とは変わることはなかった。輸送航空団司令時代に美濃部の副官であった佐藤政敏一尉が美濃部の仕事ぶりで一番印象深かった出来事が、ある日の昼食後に、美濃部がいきなり佐藤を残飯が捨ててあるゴミ捨て場に連れて行き「残飯の量で隊員の健康状態が分かる。多いのは食事がうまくないからだ」と指導したことであったが、指導された佐藤は司令自らの残飯抜き打ち検査に驚かされている。司令時代には部長や隊長などの幹部には非常に手厳しく、会議では「バカもん！」「意見のない奴は帰れ！」と怒鳴り散らし、部下は美濃部のパワーハラスメントに怯えており、佐藤は見ていて気の毒だったという。輸送航空団基地に社会党の国会議員が訪れたことがあったが、美濃部は「客でも無い者にお茶は出さんでよい」と女子職員に言いつけると、応接室で国会議員を前にして一人高級茶をすすりながら話を聞いた。さすがに美濃部の無礼な態度に国会議員が憤慨し、後日防衛庁に抗議して問題になったが、事情調査に防衛庁参事官が来ることになると美濃部は一計を案じ、庁舎の玄関に絨毯を敷いて、儀仗隊まで編成して恭しく参事官を迎えた。大仰に迎えられた参事官は形ばかりの事情聴取を終えると、本件は大きな問題になることはなく有耶無耶になったという。国産初となる輸送機C-1の導入にも尽力し、C-1の配備が早まったのは美濃部の力が大きかったとする意見もある。
航空自衛隊内でも美濃部のパワハラは有名となり、美濃部の配下となる人事異動が敬遠されるほどであったが、勤務外ではその姿勢も和らぎ、連日のように部下を得意の麻雀に誘い、家族によると美濃部は毎日「俺は大病したから」と定時にさっと帰っていたが、自宅に帰りつくのは常に遅かった。しかし、どんなに深夜に帰宅しても寝ている子供達を起こして手土産のお菓子を一緒に食べていた。幹部候補学校長時代には毎日のように学校のグラウンドでゴルフの打ちっ放しをして、生徒にゴルフボールを当てそうになったり、財テクブームのときには、薄給の自衛隊員の生活費の足しになるとして部下に熱心に株式投資を薦めていた。また、部下の家族にも気を使っており、部下の妻の会合に参加して「南洋の方では夜這いの習慣がある」などの下ネタを披露し大笑いさせている。
美濃部は「栄達を望むあまり進退を誤るなかれ」と栄達を望んでなかったとしているが、それでも航空自衛隊最高位の空将まで昇進したのち、1970年6月30日に55歳の誕生日を前にして依願退職した。退職後は、防衛産業各社からの再就職の誘いがあり、その中で退職自衛官を積極的に雇用していた日本電装株式会社（現デンソー）運営の訓練学校日本電装学園（現デンソー工業学園）の学園長を選択して天下りし、今に続くデンソー工業学園の基礎を作り上げて、61歳となる1976年に退職した。
戦後33年経過した1978年に、岩川基地跡地に戦没者を慰霊する「芙蓉之塔」が建立され、美濃部ら元隊員や関係者・遺族100名以上が集まって式典が開催された。戦史叢書の編纂にも協力し、作家渡辺洋二や御田重宝や豊田穣などの書籍で紹介されることも増えた美濃部は知名度も向上して多くの取材を受けるようになった。美濃部自身も取材には「オレは身体中ガンにやられている。早く来ないと死んでしまうぞ」などと積極的に応じて、自分も元海軍軍人でありながら、旧日本軍や軍人を舌鋒鋭く批判し続けた。
日本電装学園退職後は家庭菜園などをして悠々自適な生活を送っていたが、1985年にがんが再発し9時間にも及ぶ大手術をうけており、このころから体力が急激に衰え始めた。元号が昭和から平成に改まった頃に、戦死した部下らへの鎮魂と、21世紀を生きる子供や孫の世代への教訓を残したいという目的で、自分の人生を振り返る手記『大正っ子の太平洋戦記』を執筆を開始した。美濃部はその本で、多くの旧日本海軍の高級軍人らを名指しで激しく非難、太平洋戦争を以下の様に糾弾し、平成の日本人にも苦言を呈している。
| 太平洋戦争の悲劇は日本民族全員の罪であり反省すべきものである。 日本民族が自国中心の国家体制を最善と考え、アジア諸国に強要した独善性の過ち。問題はこの教訓を正しく認識して、同様の過ちを次の時代に繰り返さないことである。 平成っ子達よ、君たちは別の意味の太平洋戦争を繰り返そうとしている！！平和戦争反対、経済繁栄、自由、生活環境の保全。これが君達の21世紀に向けての世論だ。しかしこのような虫の良い独りよがりが世界に通ずるものか。 グルメあさりに浮かれる日本人が、世界は仲良くしようと訴えるだけで通ると思うのか。 平成の若者よ。心から平和安定を願うなら、日本人の生活を50％切り下げよ。そのお金で飢餓民族を支援せよ。今の日本人にその覚悟と実行力なくして世界平和を唱える資格はない。 |

『大正っ子の太平洋戦記』を8年かけて執筆を終えたころには、体重が40kgをきるほど衰弱していたが、延命治療を断り、死亡確認された際は、自分の遺体を献体とするよう覚書をしたためている。1997年6月9日時点では口がきけないほど衰弱していたが、訪ねてきた孫とひ孫に筆談で意思表示すると、3日後の6月12日に81歳と11か月でこの世を去った。美濃部が三女に遺したたった一つの遺言は「二度とあのばかな戦争を繰り返してはいけない」であった。

## 特攻に対する姿勢について

### 考案

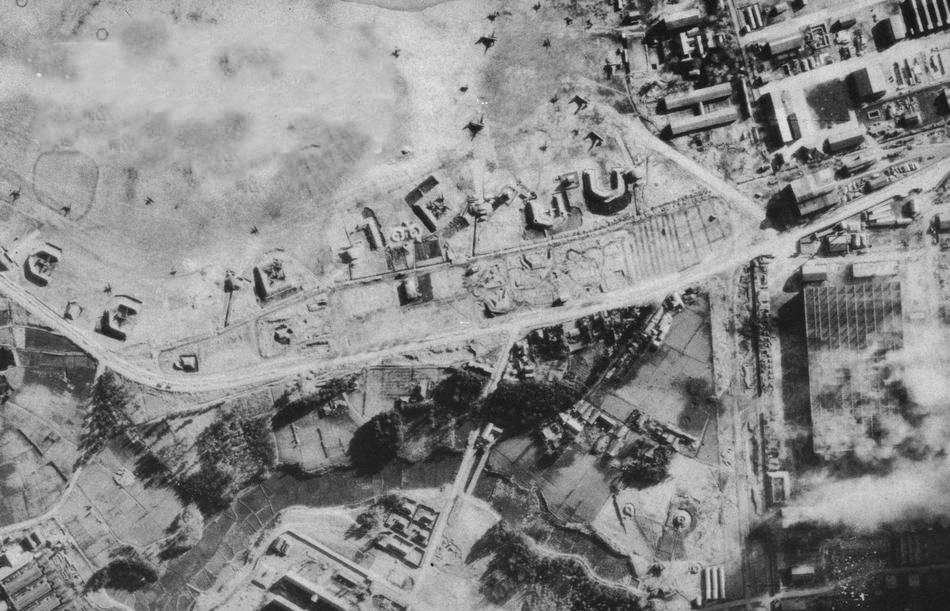
アメリカ海軍空母部隊による日本本土空襲作戦「ジャンボリー作戦」で空襲されている霞ヶ浦飛行場、この迎撃のため美濃部は最初の特攻命令を出した。

美濃部は対敵機動部隊の戦術として特攻を考案している。日本軍が特攻を実施する前であるマリアナ沖海戦前の戦闘316飛行隊長だった時から準備を進めていた。「敵の戦闘機隊が十分な行動ができない未明に、まず芙蓉部隊機が敵空母甲板上の敵機を銃撃ロケット弾で攻撃し、発艦前に打撃を与え雷爆特攻機をもって撃滅戦を行い、最後に黎明銃爆特攻隊で搭乗員諸共敵空母甲板上に特攻し、敵空母甲板上の艦載機を一掃する」という戦術である。
美濃部による芙蓉部隊への最初の特攻命令は、1945年2月17日にアメリカ海軍によるジャンボリー作戦を迎撃するために下されているが、敵を発見できずに帰還している。特攻には本人の志願という建前があったが、美濃部に特攻を命じられた河原少尉によれば、指揮所に行くと志願をしてもないのに自分の名前が出撃者名簿の中にあり、用意周到に並べられた別れの盃（別杯）を前にして、「機動部隊を見つけたら、そのままぶち当たれ」と命じられ、美濃部と藤枝基地司令市川と一人一人握手して送り出されたという。他にも、熟練偵察員鞭少尉も、出撃時に美濃部から「空母を発見したら飛行甲板に滑り込め」と、美濃部考案の敵空母特攻戦術を実行するように命じられたと証言している。
沖縄戦においても、岩川基地からの初出撃となった1945年5月27日に、敵機動部隊の索敵と攻撃のために彗星15機と零戦4機が屋久島南方200マイルに出撃しているが、出撃する隊員の前には、特攻隊員が出撃前に食すことが多かったぼたもちの他に、ジャンボリー作戦の迎撃で美濃部が特攻を命じた時と同じように別杯が並んでいた。美濃部は別杯を前にした隊員に「攻撃はすべて命令した通り、諸君らの健闘を祈る。」と発破をかけたが、美濃部の対敵機動部隊戦術は特攻作戦であり、特攻出撃を命じられた初陣の隊員は、出されたぼたもちに手を付ける気になれず出撃した。しかし、この日も敵を発見できず帰還している。結局、芙蓉部隊による機動部隊への特攻は一度として目標と接触できず、全て空振りに終わっている。
特攻出撃を度々命じながら、敵と接触することもできずに終戦を迎えた美濃部は、戦後直後にまとめた公式報告書『芙蓉部隊天号作戦々史　自昭和20年2月1日至昭和20年8月末日』において「不幸にも決号作戦が実施されなかったせいで考案していた特攻戦術を行う機会が終戦まで恵まれず、これまでの研究錬成が葬られた。」などとアメリカ軍がダウンフォール作戦で日本本土まで侵攻してくれば、自分が考案した特攻戦術で戦果が挙げられていたはずと嘆き、自分の偏った指導によってあ号作戦で一方的な戦闘で壊滅した戦闘316飛行隊を例に出して「恨むべくは戦闘316飛行隊を司令が防空に使い、実施できなかったことがあ号作戦敗戦の一因」などと、戦闘316飛行隊の零戦を、自分が考案した特攻戦術をさせずに防空戦闘に使った海軍中央を批判している。また、「特攻は戦機に乗じ臨機必死隊を出すべきものにして常用するは戦闘の邪道なり」とも記述しており、特攻に対して完全に否定的ではないとを述べている。戦後暫く経ってからも、「戦後よく特攻戦法を批判する人がいるが、それは戦いの勝ち負けを度外視した、戦後の迎合的統率理念にすぎない。当時の軍籍に身を置いた者にとって負けてよい戦法は論外である。不可能を可能とすべき代案なきかぎり特攻もまたやむをえないと今でも思う。戦いの厳しさはヒューマニズムで批判できるほど生易しいものではない」と語っており、その姿勢には変化はなかったように思われる。芙蓉部隊隊員の元戦闘機搭乗員渋谷一男も「美濃部さんは特攻自体を完全否定していたわけではない。代案がなければ『やむなし』と思っていた。」と証言している。
しかし、上記のような特攻容認の方針で、戦時中は特攻を命じたことがあり、訓練中に、「貴様ら、うまくやれないと、特攻隊に入れるぞ」と隊員を脅していた美濃部であったが、戦後暫く経ってからは、相手に応じて、ポジショントークで、特攻を命じたことがないと主張したり、特攻を否定する発言を繰り返す様になった。特攻に批判的な作家保阪正康からの取材に対しては、「ああいう愚かな作戦をなぜあみだしたか、私は今もそれを考えている（中略）あの愚かな作戦と、しかしあの作戦によって死んだパイロットとはまったく次元が違うことも理解しなければならない」「私は、若い搭乗員に特攻作戦の命令を下すことはできなかった。それを下した瞬間に、私は何の権利もなしに彼らの人生を終わらせてしまうからだ。」などと事実と相違したことを語っている。遺稿においても、特攻命令をしたことは記述されておらず、「特攻に依らず若年パイロットに対しても夜襲攻撃能力を急速錬成して敵戦闘機、防御火力の弱い夜間に戦果の活路を求める」や「特攻は本人の意思で行うことがあっても他から命令するのは冷酷、非情な軍隊指揮で死刑宣告に等しい人格否定で自分には出来ない。」などと記述している。また、遺稿では特攻隊員に同情するような記述をする一方で、特攻兵器桜花を運用していた神雷部隊の特攻隊員に対しては、士気維持のために「密かに女を抱かせて気を紛らわせていた」などという、美濃部自身も真偽を確認していない風聞のような記述で特攻隊員を誹謗中傷している。桜花特攻隊員の鈴木英男大尉によれば、桜花隊員は他の特攻隊員と異なり純粋な志願者ばかりだったので士気も高く、訓練や座学に勤しみ、余暇にはスポーツを楽しむなど全体的に落ち着いていたという証言もあり、美濃部の主張は憶測に過ぎない。
美濃部は日本海軍伝統の「一族決死」「指揮官先頭」の楠公精神を重視していたが、戦争が進むにつれその精神が掛け声だけになったと嘆き、「芙蓉部隊が特攻に反対せし根本理由は若い搭乗員で特攻隊を編成し、司令、飛行長、隊長を編成から除く点にあり」と述べおり、決号作戦（本土決戦）における芙蓉部隊の作戦計画『芙蓉部隊決号作戦計画』においては、美濃部が指名した部下熟練搭乗員と共に、自らが先頭に立って敵機動部隊に特攻し、残される整備兵などの地上要員に対しては、一兵たりとも後退を禁じて、敵上陸軍を道連れに周辺住民も巻き込んで、地雷や航空爆弾で自爆攻撃を命じる計画を立てている。終戦時は「降伏なき皇軍には、今や最後の指揮官先頭、全力決戦死闘して天皇及び国民にお詫びするとき」が来たと考えて、部下だけ送り出して自分らは出撃しない特攻隊の指揮官らとは違い、最後は自ら特攻で戦死すると決めたというが。美濃部がジャンボリー作戦時や沖縄戦時に編成した特攻隊では、当時飛行隊長で指揮官であった自分を除いている。
美濃部は指揮官先頭を常に意識しており、出撃する芙蓉部隊員に「いずれ後からいく、それまで待っていてくれ」と最後は戦死した百余名の部下の後を追うと約束していたが、終戦後の草鹿や横井の説得で、美濃部から徹底抗戦を焚きつけられていた芙蓉部隊隊員から見れば「コロッ」と態度が一変したかのごとく翻意し、自決も出撃もすることはなく1997年に81歳の天寿をまっとうしている。終戦時に、「特攻隊の英霊に曰す」という遺書を遺して自決した大西や、第5航空艦隊司令長官拝命時から最後は自ら特攻出撃すると決め、その決意通り特攻出撃した宇垣のほかにも、練習機白菊特攻を指揮した高知海軍航空隊司令の加藤秀吉大佐は、副官らが自決しないよう軍刀や拳銃を取り上げたにもかかわらず、井戸に飛び込んで自決し、芙蓉部隊と同様に主に沖縄近海の艦船や飛行場へ通常攻撃を行って特攻支援をしていた陸軍航空隊第66戦隊の指揮官藤井権吉中佐は、妻子とともに拳銃自決し、飛行教官として多数の特攻隊員を訓練し、軍令部参謀として大西と一緒になって特攻主体の本土決戦を準備していた国定謙男少佐も、妻女と子供2人の一家4人で拳銃により心中している。
以上のように、特攻に関わった悔恨や謝罪の情で自決した将官・士官も多数存在する。美濃部は、自決した大西や部下とともに私兵特攻で死亡した宇垣について「自らの判断、行動を正当化する自己満足ではなかったか」と批判し、特攻兵器桜花の神雷部隊司令岡村基春大佐が戦後自殺したことに対しては、岡村が美濃部の義父と家族ぐるみの付き合いがあったとしながら「哀れを留めた」「やや思慮に欠けるが」「苦しい中に世間の風も冷たかった」「桜花特攻推進強行は天も恐れざる所業ではなかったか」などと遺稿に記述するなど、特攻に関わった指揮官らの自決に対して批判的であった。岡村の自殺は遺書もないことから動機は不明であるが、美濃部と同様に、出撃する神雷部隊隊員に「お前たちだけを行かせやしない。俺も必ず行く」と言って送り出しており、第一回目の桜花の出撃で、指揮官の野中五郎少佐の代わりに自分が出撃しようとしたが野中に拒否された結果、野中ら桜花隊は全滅し自分が死に損なったことを終生悔やんでいたこと、復員庁勤務時に自費で神雷部隊基地であった鹿屋や、船を借りて南海の島を特攻隊員の慰霊巡りしていたことが、死後に判明している。
様々な特攻戦術を考案し、実際にその実行を命じた美濃部であったが、決して冷酷な人物ではなく、訓練や任務のときには極めて厳しいながらも、そうでないときは、部下隊員たちと気さくに接し、「話の上手な楽しい人だった」「場を明るくする人だった」「口は悪いけど面白い人だった」という肯定的な印象を抱く隊員のほうが多かったという意見もあり、美濃部自身も「俺はどこへ行ってもモテるんだぞ」と自称していた。戦後になってからも美濃部の人望は変わらず、戦後25年経過した1970年（昭和45年）には、美濃部を中心にして岩川基地跡に元芙蓉部隊隊員が集合し、上記の通り1978年（昭和53年）には岩川基地指揮所跡に、地元商工会などの住民の協力もあって、芙蓉部隊の慰霊碑「芙蓉之塔」が建立されている。

### 拒否

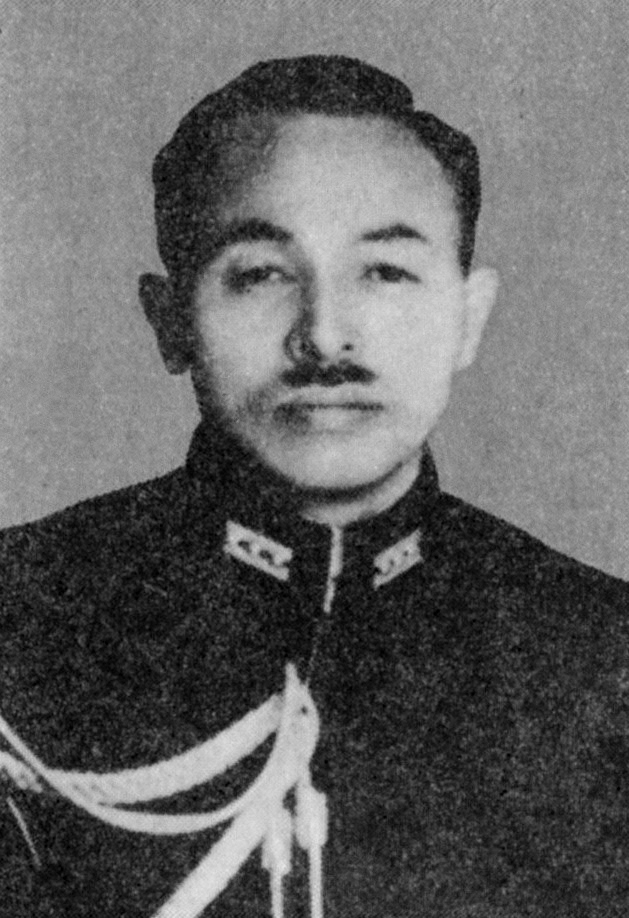
特攻に関して美濃部が会議で論争したと主張する連合艦隊主席参謀「黒岩」の可能性が指摘される神重徳。

戦後、美濃部は次のような証言をしている。1945年2月下旬、連合艦隊主催の作戦会議 もしくは三航艦司令部があった木更津基地における沖縄戦の研究会が実施された。軍令部の方針で練習機の投入などが決まっており、三航艦は特攻を主体とするという説明があった。司令代行として参加した美濃部は「特に速力の遅い練習機まで駆り出しても、十重二十重のグラマン防御網を突破することは不可能です。特攻の掛け声ばかりで勝てないのは比島戦で証明済み」と反論した。意外な反論を受けたある参謀は「必死尽忠の士が空を覆って進撃するとき、何者がこれをさえぎるか！第一線の少壮士官が何を言うか！」と怒鳴りつけたが、美濃部は「いまの若い搭乗員のなかに死を恐れる者は誰もおりません。ただ一命を賭して国に殉ずるためには、それだけの目的と意義がいります。しかも、死にがいのある戦功をたてているのは当然です。精神力一点ばりの空念仏では、心から勇んで発つことはできません。同じ死ぬなら、確算のある手段を講じていただきたい」「劣速の練習機が昼間に何千機進撃しようと、グラマンにかかってはバッタのごとく落とされます。2,000機の練習機を特攻に狩り出す前に、赤トンボまで出して成算があるというのなら、ここにいらっしゃる方々が、それに乗って攻撃してみるといいでしょう。私が零戦1機で全部、撃ち落としてみせます！」と反論したという。
しかし、美濃部が特攻拒否を主張したとされる場は、資料によって相違しており実態がはっきりしない。美濃部が戦後直後にまとめた公式報告書『芙蓉部隊天号作戦々史　自昭和20年2月1日至昭和20年8月末日』によれば第三航空艦隊の研究会とされており、美濃部と親交があり芙蓉部隊関連の著作を多数執筆している作家渡辺洋二も同様に記述しているが、戦後しばらく経って執筆した美濃部自身の遺稿では、連合艦隊主催の作戦会議に変わっており、美濃部の遺稿を出典とする著作物も遺稿の記述を踏襲している。
また、この作戦会議（もしくは勉強会）については、美濃部の主張やそれを参照した資料にしか登場せず、さらに資料によって開催日が相違している。『芙蓉部隊天号作戦々史　自昭和20年2月1日至昭和20年8月末日』によれば「2月己」、美濃部の遺稿や遺稿を出典とする資料では「2月末」、作家渡辺洋二によれば「2月下旬」、作家豊田穣によれば「硫黄島にアメリカ軍が上陸した頃」、元ロイター通信東京支局長デニス・ウォーナーによれば「3月はじめ」となっている。また、美濃部の遺稿ではこの会議で参謀が「敵沖縄進行の迎撃戦は、菊水作戦と呼称、全力特攻とする」との説明をしたとされているが、「菊水作戦」という作戦名が初めて登場したのは、第1機動基地航空部隊（第五航空艦隊）4月3日発「1KFGB天信電令作第39号」のなかの「5.本作戦ヲ菊水1号作戦ト呼称ス」であり、2月-3月に開催されたとされるこの会議時点では「菊水作戦」という作戦名は決まってもいなかった
さらに、美濃部の遺稿によれば、美濃部に怒鳴ったという参謀は連合艦隊主席参謀黒岩少将という名前の人物で、美濃部は黒岩が主張する「戦場も知らぬ狂人参謀の殺人戦法」に怒りを覚えたと強く批判している。しかし、連合艦隊参謀はおろか太平洋戦争期の日本海軍将官に黒岩という人物は存在しない。美濃部は黒岩少将は終戦時に事故死したと述べているので、当時の連合艦隊首席参謀で終戦時に事故死した神重徳大佐（事故死で少将に特進）の偽名とする意見もあるが、美濃部の遺稿では他の海軍将官や高級士官が実名で批判されており、神のみを偽名にする理由は全く不明である。美濃部の遺稿では、特攻兵器「桜花」を発案した大田正一少尉を殺人凶器発案者などと罵倒しており、さらに大田の発案で「桜花」開発を推進した当時の軍令部を批判しているが、そのなかにも軍令部第一部長黒岩少将と羅列されている。しかし「桜花」が軍令部に提案された際の第一部長は中沢佑少将であり、中沢は1945年2月には台湾海軍航空隊司令官として台湾に赴任しており、終戦時に事故死したということはない。
美濃部の遺稿等を出典とする資料では、美濃部が口論したと主張する黒岩少将という人物が実在しないので、航空参謀、進行の参謀、連合艦隊のある参謀、（特攻を）迫る幹部、非合理な作戦を命ずる上官たち、上官などと曖昧に匿名にしていることが多いが、なかには、上記のとおり連合艦隊主席参謀神の偽名、第一航空艦隊司令長官の大西、連合艦隊参謀長の草鹿であるという資料もあるなど、資料によって大きく相違している。
また、美濃部の主張内容も一定しておらず、生前の美濃部に取材経験のある戦史作家豊田穣によれば、第一航空艦隊司令長官の大西が美濃部の意見を聞いた後に「美濃部少佐、君はここにいる指揮官のなかでは一番若いように思われるが、その若い指揮官が特攻を忌避する態度を示すようでは、皇国の前途は案じられるがどうかね？」と訊ねたのに対して、美濃部が「いや、長官。私は特攻を拒否すると言っているのではありません。特攻の命令が下ればいつでも部下を出します、しかし、現在わが芙蓉部隊の現況をみるに、古い搭乗員は着艦訓練もとっくに終わり、夜間航法、夜間攻撃も可能です。しかし、若い搭乗員は、鹿児島から沖縄へゆく航法もろくに出来ない程度です。指揮官としては、ベテラン搭乗員は予定通り、夜間の進攻制圧と特攻の直援に使用し、若い搭乗員は今しばらく腕を磨かせたいと思うのです。」と上の命令さえあればいつでも特攻出撃させると述べたとされており、芙蓉部隊員の生存者であった河原正則少尉の戦後の手記でも、美濃部は「わたしは特攻の命令が下ればいつでも部下をだします、しかし、現在の芙蓉部隊の搭乗員は、夜間攻撃において十分戦果をあげうる技量を持っています。計画通り夜間の進攻制圧と特攻直掩に使用させていただきたいと思うのです」と豊田の著作と同様の特攻容認の姿勢であったとされている。
他にも、美濃部の反論を聞いていた第五航空艦隊司令長官宇垣纏中将が美濃部の肩を叩いて、「お前のやり方でやれ」と美濃部を支持したという主張もあるが、宇垣の戦時日誌には2月下旬から3月初めに木更津の会議に出席したという記述はない。連合艦隊参謀長の草鹿が美濃部に対し「貴様は何を言うか。必死尽忠の士が空をおおって進撃するとき、これを阻むものがあるか」と怒鳴りつけたという主張もあるが、草鹿の回想録ではこの会議の記述はないうえ、回想録に美濃部は全く登場しない。また、美濃部自身の回想も同じ遺稿のなかで、美濃部と口論となった参謀が主張したとされる、“空を覆って進撃する「必死尽忠の士」”が2,000機であったり、4,000機であったりと記述が一定しない。
一方、美濃部が終戦直後にまとめた芙蓉部隊の報告書『芙蓉部隊天号作戦々史　自昭和20年2月1日至昭和20年8月末日』では、1945年2月に行われた第三航空艦隊による「研究会」で、美濃部は、フィリピンの戦闘901飛行隊長のときに、敵攻撃により地上で多くの作戦機を撃破されたという痛い経験から、作戦機の秘匿について「この（作戦機の）秘匿に対して不眠不休の熱意と責任感があるのか？如何なる妙戦法も机上だけでは成立しない」という自説を主張したが、居並ぶ三航艦の司令や飛行長は悠然と煙草をくわえて特に反応もなかったので、美濃部は三航艦幕僚や各指揮官らに対して「我は航空の権威者なりと自負せし不忠者ばかりなり」という非難を心に秘めたと記述されているが、特攻に反対したなどという記述はない。
芙蓉部隊から戦後の航空自衛隊まで美濃部の下で働いた海兵第73期で航空自衛隊幹部学校の元校長藤澤保雄は「自分たちが特攻隊ではないと線引きされた記憶はないし、そんなこと当時公言したら大変なことでしたよ」と美濃部が特攻を拒否したとされる事実も、芙蓉部隊が特攻から除外された記憶もないと回想し、他に芙蓉部隊隊員であった小田正彰、平松光雄らは口々に「自分たちは特攻隊だと思って毎日過ごしていた」と当時を振り返っている。実際に、芙蓉部隊では連合艦隊司令長官名で全軍に布告する感状が6人の戦死者に授与されているが、そのうち4人までが特攻で戦死したとして賞されたものであった。
また、美濃部は自分の意見具申の結果、九三式中間練習機の沖縄への特攻出撃は見送られ、本土決戦のため拘置されたとも主張しているが、これも事実誤認であり、1945年5月20日には九三式中間練習機のみで編成された神風特別攻撃隊「第1龍虎隊」8機、6月9日にも「第2龍虎隊」8機が台湾から沖縄に向けて出撃し、いずれも天候等の問題もあって宮古島、石垣島、与那国島に不時着して攻撃に失敗している。また、7月28日には宮古島から沖縄に九三式中間練習機で編成された神風特攻隊「第3龍虎隊」7機が出撃し、駆逐艦キャラハン を撃沈、カッシン・ヤングを大破させ、他2隻を撃破する戦果を挙げている。練習機白菊も駆逐艦ドレクスラー、輸送駆逐艦（高速輸送艦）バリー 、LSM-1級中型揚陸艦のLSM-59の合計3隻を撃沈し、陸軍特別攻撃隊でも練習機として運用されていた九八式直接協同偵察機が駆逐艦エモンズを撃沈しており、「特に速力の遅い練習機まで駆り出しても、十重二十重のグラマン防御網を突破することは不可能です。」などと美濃部が無駄と切り捨てた練習機特攻は、艦船攻撃に限れば、芙蓉部隊による過大な戦果報告よりも戦果が大きかったこととなる。
芙蓉部隊が上記の作戦会議（もしくは勉強会）で特攻拒否を強硬に主張したため、異例の判断で特攻から除外されたという主張や、連合艦隊や三航艦司令部などに芙蓉部隊の訓練の様子を視察させるなどの美濃部の努力により、芙蓉部隊は美濃部の希望通り、特攻に参加せず、通常航空作戦に従事することとなったという意見もある。しかしこれは事実とは全く異なっており、沖縄戦における海軍航空隊出撃機の延べ機数は、特攻機1,868機に対し、制空戦闘機3,118機、偵察機1,013機、通常攻撃機3,747機、通常作戦機合計7,878機（含芙蓉部隊）と特攻機より通常作戦機の方が遥かに多く、芙蓉部隊が例外であったというのは事実無根である。例として、芙蓉部隊も出撃した4月27日（零戦8機　彗星20機　合計28機出撃）においても、芙蓉部隊以外の通常航空作戦機として、芙蓉部隊と同じ飛行場攻撃に天山艦上攻撃機4機、陸軍重爆撃機5機、艦船攻撃26機、偵察・哨戒3機、合計38機（除偵察機35機）が出撃している。

## 著書
- 『まぼろしの戦斗部隊史』高知県防衛協会、1969年
- 『大正っ子の太平洋戦記』美濃部篤子、1999年、遺稿